# Tournay
Pour les articles homonymes, voir Tournay (homonymie).
Pour les articles ayant des titres homophones, voir Tournai et Tournet.
Tournay (prononcé /tuʁ.naj/  , Tornair en occitan gascon) est une commune française située dans le centre du département des Hautes-Pyrénées, en région Occitanie.
Sur le plan historique et culturel, la commune est dans la région des Baronnies, dont le nom est issu d’une légende selon laquelle quatre seigneurs du Moyen Âge avaient pour habitude de festoyer ensemble aux sources de l’Arros, chacun d’eux gardant un pied sur sa terre et l’autre sur celle du voisin. Exposée à un climat océanique altéré, elle est drainée par l'Arros, le Bouès, l'Arrêt, l'Allier, l'Arrédou et par divers autres petits cours d'eau. La commune possède un patrimoine naturel remarquable composé de quatre zones naturelles d'intérêt écologique, faunistique et floristique.
Tournay est une commune rurale qui compte 1 296 habitants en 2022. Elle fait partie de l'aire d'attraction de Tarbes..
Ses habitants sont appelés les Tournayais.

## Géographie

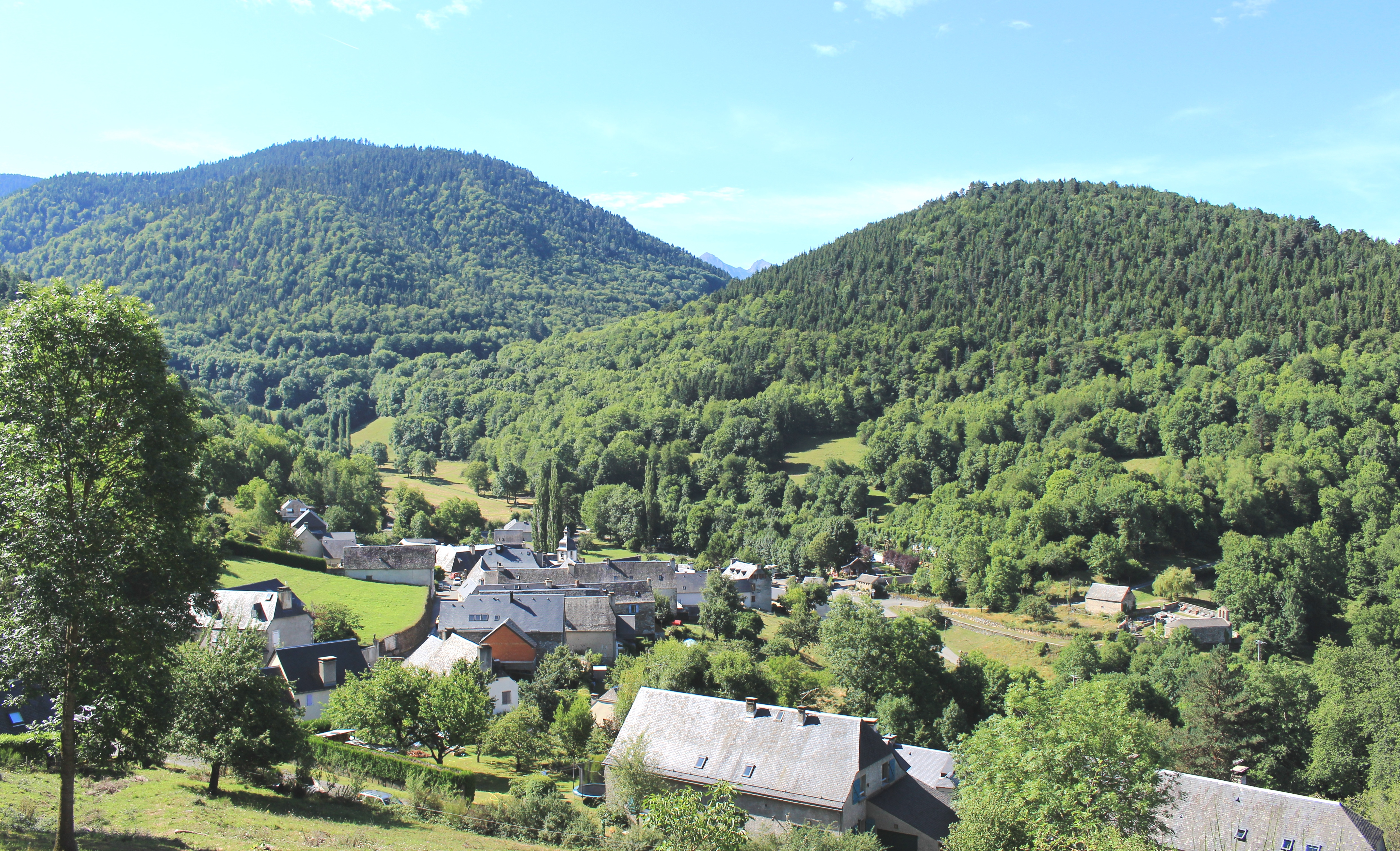
Vue générale du village.

### Localisation
La commune de Tournay se trouve dans le département des Hautes-Pyrénées, en région Occitanie.
Elle se situe à 15 km à vol d'oiseau de Tarbes, préfecture du département
, bureau centralisateur du canton de la Vallée de l'Arros et des Baïses dont dépend la commune depuis 2015 pour les élections départementales
La commune est par ailleurs ville-centre du bassin de vie de Tournay.
Les communes les plus proches sont : 
Ozon (1,4 km), Peyraube (2,0 km), Lanespède (2,6 km), Bordes (2,6 km), Castéra-Lanusse (3,7 km), Clarac (4,2 km), Ricaud (4,3 km), Sinzos (4,4 km).
Sur le plan historique et culturel, Tournay fait partie de l’ancien comté de Bigorre, comté historique des Pyrénées françaises et de Gascogne créé au IXe siècle puis rattaché au domaine royal en 1302, inclus ensuite au comté de Foix en 1425 puis une nouvelle fois rattaché au royaume de France en 1607. La commune est dans le pays de Tarbes et de la Haute Bigorre.

### Communes limitrophes
Les communes limitrophes sont Bordes, Bernadets-Dessus, Burg, Oléac-Dessus, Oueilloux, Ozon, Peyraube et Poumarous.
| Bordes       | Peyraube  | Moulédous (par un quadripoint), Bernadets-Dessus |
| Oueilloux    | Tournay   | Burg                                             |
| Oléac-Dessus | Poumarous | Ozon                                             |

### Hydrographie
La commune est dans le bassin de l'Adour, au sein du bassin hydrographique Adour-Garonne. Elle est drainée par l'Arros, le Bouès, l'Arrêt, l'Allier, l'Arrédou, la Haute, la Haute, l'Amarais, l'Amarais, le Hourquilon, le ruisseau Barran, le ruisseau Bernet et par divers petits cours d'eau, constituant un réseau hydrographique de 28 km de longueur totale,.
L'Arros, d'une longueur totale de 130,8 km, prend sa source dans la commune d'Esparros et s'écoule vers le nord. Il traverse la commune et se jette dans l'Adour à Izotges, après avoir traversé 54 communes.
Le Bouès, d'une longueur totale de 62,5 km, prend sa source dans la commune de Burg et s'écoule vers le nord. Il traverse la commune et se jette dans l'Arros à Beaumarchés, après avoir traversé 32 communes.
L'Arrêt, d'une longueur totale de 15,3 km, prend sa source dans la commune de Mérilheu et s'écoule vers le nord. Il se jette dans l'Arros sur le territoire communal, après avoir traversé 8 communes.

### Climat
Le climat est tempéré de type océanique, en raison de l'influence proche de l'océan Atlantique situé à peu près 150 km plus à l'ouest. La proximité des Pyrénées fait que la commune profite d'un effet de foehn, il peut aussi y neiger en hiver, même si cela reste inhabituel.
La station météorologique de Météo-France installée sur la commune et mise en service en 1970 permet de connaître en continu l'évolution des indicateurs météorologiques. Le tableau détaillé pour la période 1981-2010 est présenté ci-après.
| Mois                                  | jan.             | fév.            | mars            | avril         | mai           | juin          | jui.            | août           | sep.            | oct.            | nov.            | déc.            | année      |
| ------------------------------------- | ---------------- | --------------- | --------------- | ------------- | ------------- | ------------- | --------------- | -------------- | --------------- | --------------- | --------------- | --------------- | ---------- |
| Température minimale moyenne (°C)     | 0,8              | 1,2             | 3,3             | 5,3           | 9,3           | 12,8          | 14,7            | 14,7           | 11,6            | 8,5             | 4,1             | 1,6             | 7,4        |
| Température moyenne (°C)              | 5,8              | 6,6             | 9,2             | 11            | 14,9          | 18,4          | 20,6            | 20,5           | 17,8            | 14,1            | 9,3             | 6,5             | 12,9       |
| Température maximale moyenne (°C)     | 10,8             | 12              | 15              | 16,8          | 20,5          | 24            | 26,4            | 26,4           | 24              | 19,7            | 14,4            | 11,4            | 18,5       |
| Record de froid (°C) date du record   | −16,3 09.01.1985 | −10,7 12.02.12  | −9,6 01.03.05   | −3 04.04.1996 | −0,5 06.05.19 | 3,5 01.06.06  | 7,1 05.07.1984  | 3,5 30.08.1986 | 2 19.09.1977    | −1,8 29.10.12   | −8,9 23.11.1988 | −10,5 24.12.01  | −16,3 1985 |
| Record de chaleur (°C) date du record | 22,8 01.01.22    | 26,6 26.02.1994 | 28,5 21.03.1990 | 31 30.04.05   | 33,7 30.05.01 | 39 25.06.1976 | 39,3 20.07.1989 | 40,6 13.08.03  | 36,4 16.09.1987 | 34,4 02.10.1985 | 27 01.11.20     | 24,9 16.12.1989 | 40,6 2003  |
| Précipitations (mm)                   | 87               | 71,5            | 80,7            | 107,6         | 114,8         | 75,6          | 58,4            | 65,5           | 74,2            | 81,2            | 91,9            | 90,3            | 998,7      |

### Milieux naturels et biodiversité
L’inventaire des zones naturelles d'intérêt écologique, faunistique et floristique (ZNIEFF) a pour objectif de réaliser une couverture des zones les plus intéressantes sur le plan écologique, essentiellement dans la perspective d’améliorer la connaissance du patrimoine naturel national et de fournir aux différents décideurs un outil d’aide à la prise en compte de l’environnement dans l’aménagement du territoire.
Une ZNIEFF de type 1 est recensée sur la commune :
le « cours amont du Bouès » (162 ha), couvrant 9 communes du département et trois ZNIEFF de type 2, : 
- les « coteaux de Capvern à Betplan » (10 246 ha), couvrant 46 communes dont huit dans le Gers et 38 dans les Hautes-Pyrénées[14] ;
- le « cours de l'Arros » (1 675 ha), couvrant 41 communes dont 20 dans le Gers et 21 dans les Hautes-Pyrénées[15] ;
- le « plateau et vallons des Coustalats » (7 832 ha), couvrant 25 communes du département[16].

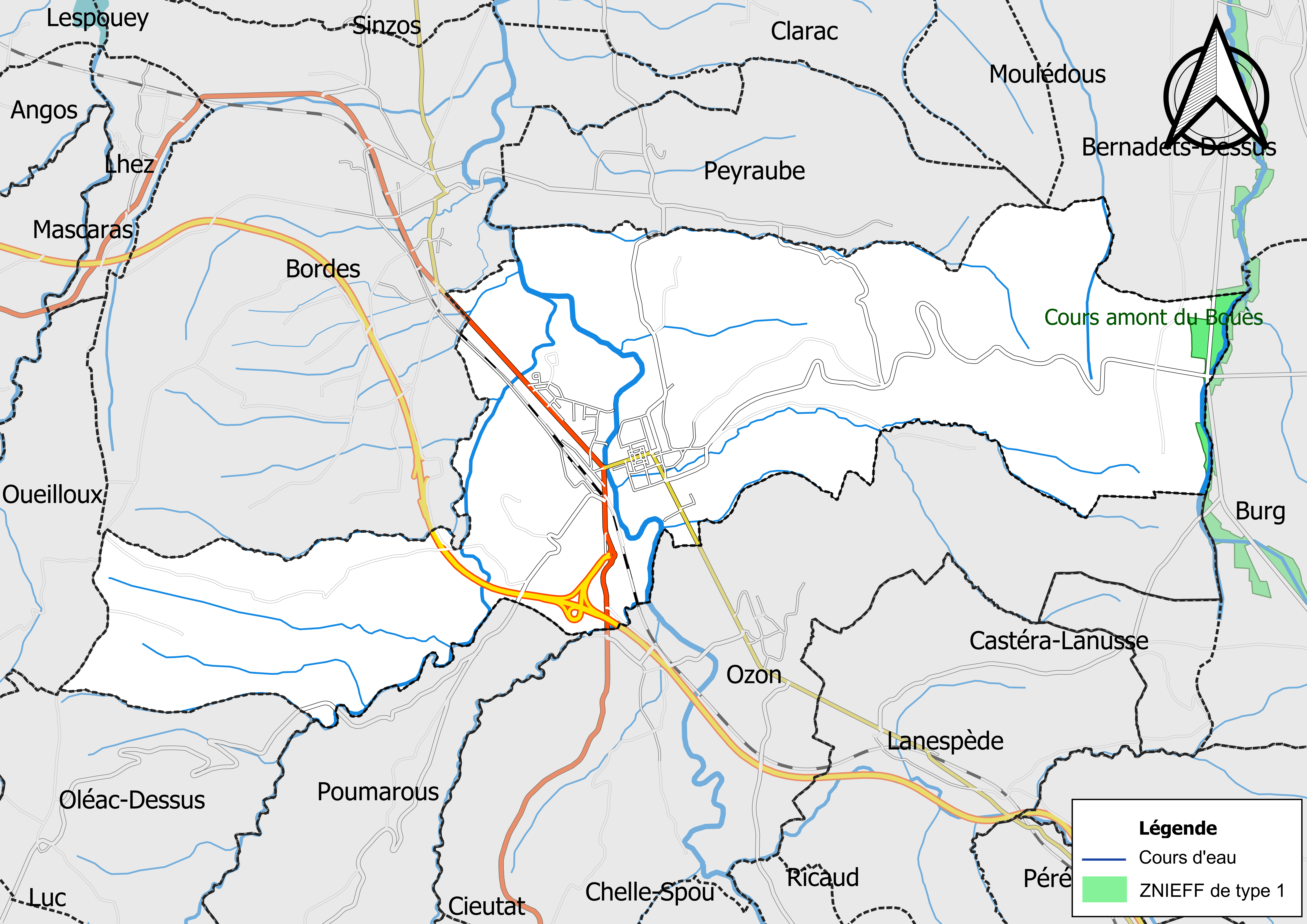
Carte de la ZNIEFF de type 1 sur la commune.
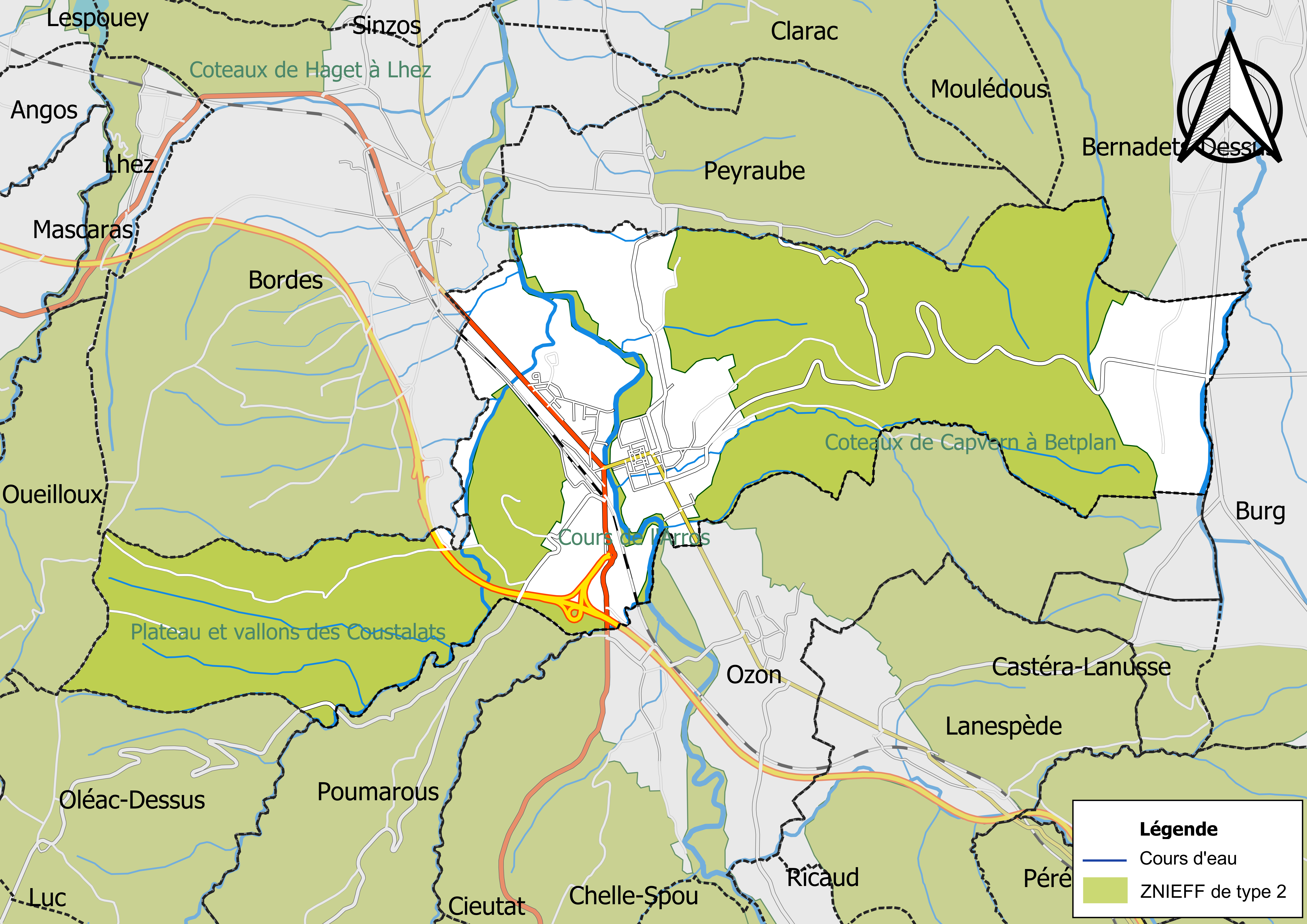
Carte des ZNIEFF de type 2 sur la commune.

## Urbanisme

### Typologie
Au 1er janvier 2024, Tournay est catégorisée bourg rural, selon la nouvelle grille communale de densité à sept niveaux définie par l'Insee en 2022.
Elle est située hors unité urbaine. Par ailleurs la commune fait partie de l'aire d'attraction de Tarbes, dont elle est une commune de la couronne,. Cette aire, qui regroupe 153 communes, est catégorisée dans les aires de 50 000 à moins de 200 000 habitants,.

### Occupation des sols
L'occupation des sols de la commune, telle qu'elle ressort de la base de données européenne d’occupation biophysique des sols Corine Land Cover (CLC), est marquée par l'importance des territoires agricoles (46 % en 2018), en diminution par rapport à 1990 (51,3 %). La répartition détaillée en 2018 est la suivante : 
forêts (44,8 %), zones agricoles hétérogènes (29,1 %), prairies (11,7 %), zones urbanisées (9,2 %), terres arables (5,2 %).
L'IGN met par ailleurs à disposition un outil en ligne permettant de comparer l’évolution dans le temps de l’occupation des sols de la commune (ou de territoires à des échelles différentes). Plusieurs époques sont accessibles sous forme de cartes ou photos aériennes : la carte de Cassini (XVIIIe siècle), la carte d'état-major (1820-1866) et la période actuelle (1950 à aujourd'hui).

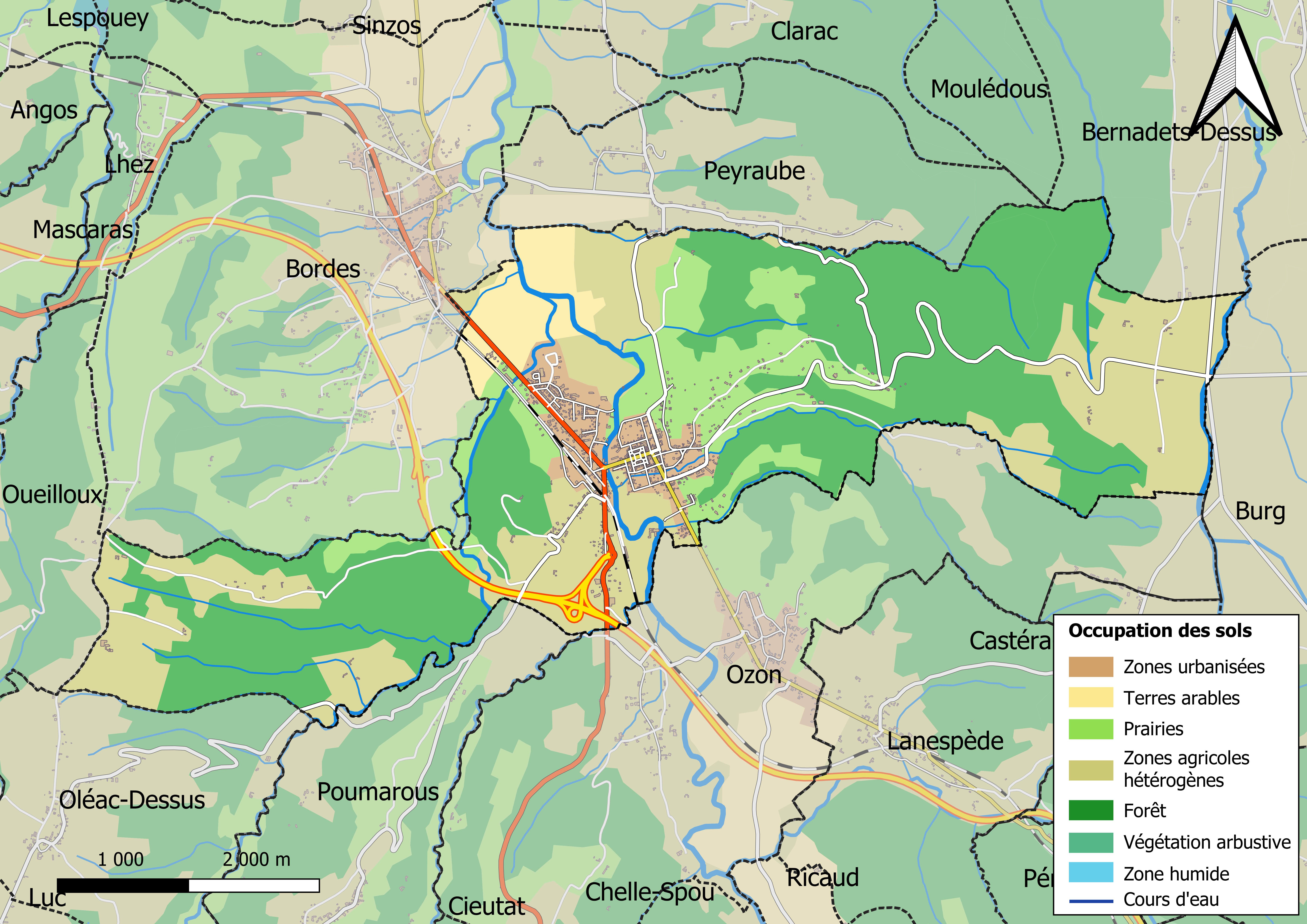
Carte des infrastructures et de l'occupation des sols en 2018 (CLC) de la commune.
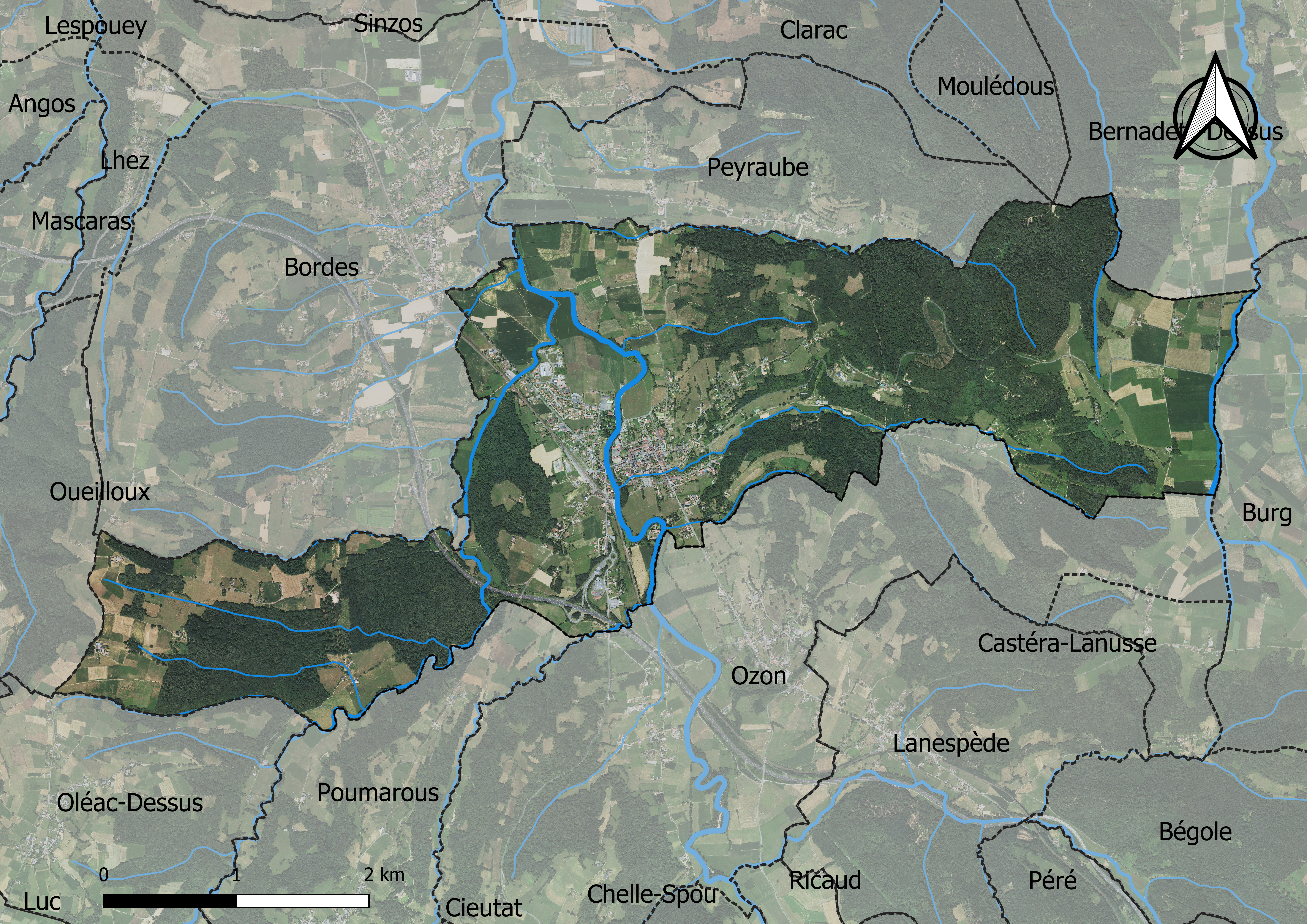
Carte orthophotogrammétrique de la commune.

### Voies de communication et transports

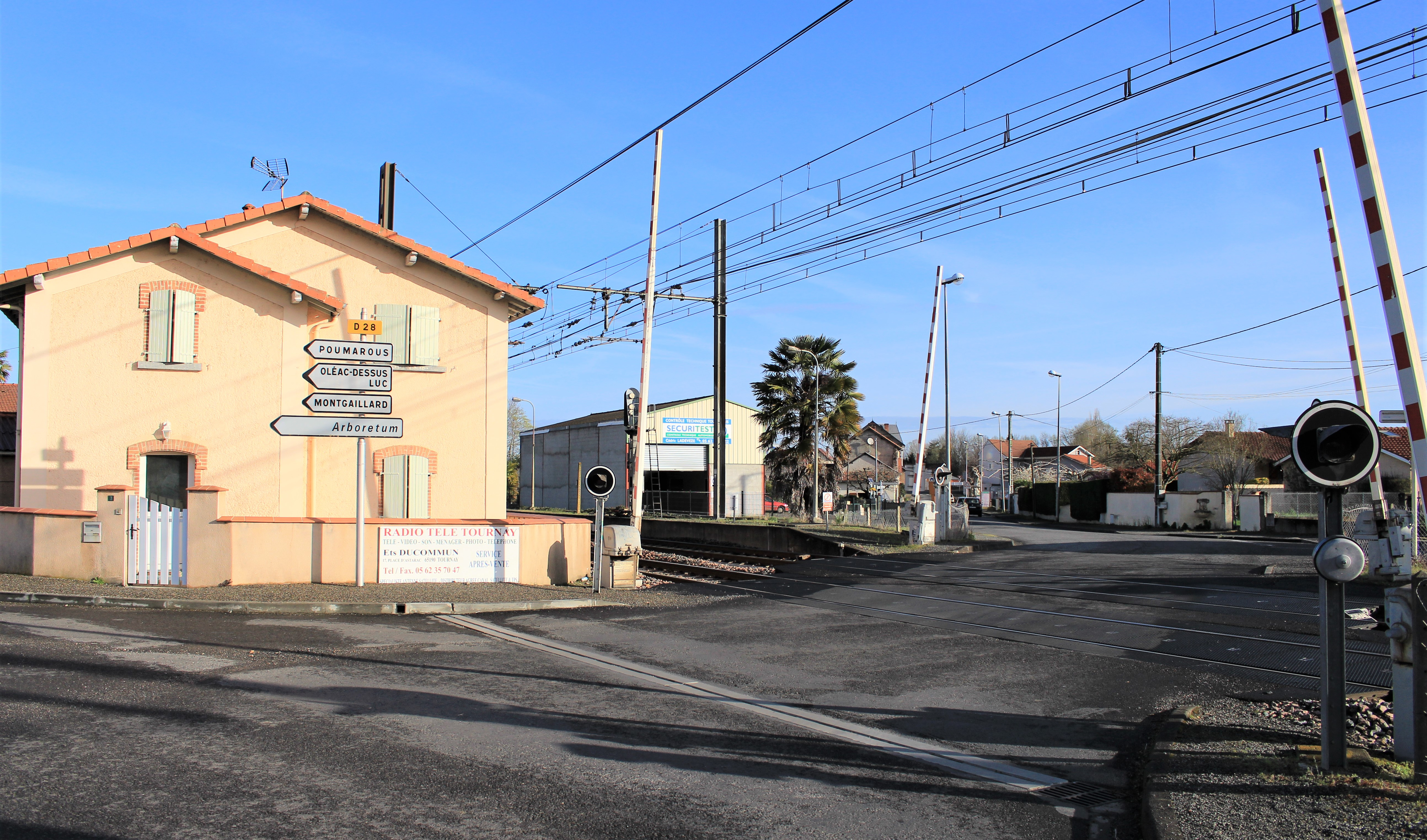
Passage à niveau ligne de Toulouse à Bayonne en 2018.

Cette commune est desservie par la route départementale D 817 et par les routes départementales D 14 et D 46 et est traversée par l'autoroute A64.
Accès par la SNCF, gare de Tournay, sur la ligne de Toulouse à Bayonne.

### Risques majeurs
Le territoire de la commune de Tournay est vulnérable à différents aléas naturels : météorologiques (tempête, orage, neige, grand froid, canicule ou sécheresse), inondations, mouvements de terrains et séisme (sismicité modérée). Il est également exposé à un risque technologique, le transport de matières dangereuses. Un site publié par le BRGM permet d'évaluer simplement et rapidement les risques d'un bien localisé soit par son adresse soit par le numéro de sa parcelle.

#### Risques naturels
Certaines parties du territoire communal sont susceptibles d’être affectées par le risque d’inondation par débordement de cours d'eau, notamment l'Arros, le Bouès et l'Arrêt. La cartographie des zones inondables en ex-Midi-Pyrénées réalisée dans le cadre du XIe Contrat de plan État-région, visant à informer les citoyens et les décideurs sur le risque d’inondation, est accessible sur le site de la DREAL Occitanie. La commune a été reconnue en état de catastrophe naturelle au titre des dommages causés par les inondations et coulées de boue survenues en 1982, 1988, 1999, 2009 et 2018,.
Tournay est exposée au risque de feu de forêt. Un plan départemental de protection des forêts contre les incendies a été approuvé par arrêté préfectoral le 21 avril 2020 pour la période 2020-2029. Le précédent couvrait la période 2007-2017. L’emploi du feu est régi par deux types de réglementations. D’abord le code forestier et l’arrêté préfectoral du 27 octobre 2014, qui réglementent l’emploi du feu à moins de 200 m des espaces naturels combustibles sur l’ensemble du département. Ensuite celle établie dans le cadre de la lutte contre la pollution de l’air, qui interdit le brûlage des déchets verts des particuliers. L’écobuage est quant à lui réglementé dans le cadre de commissions locales d’écobuage (CLE).

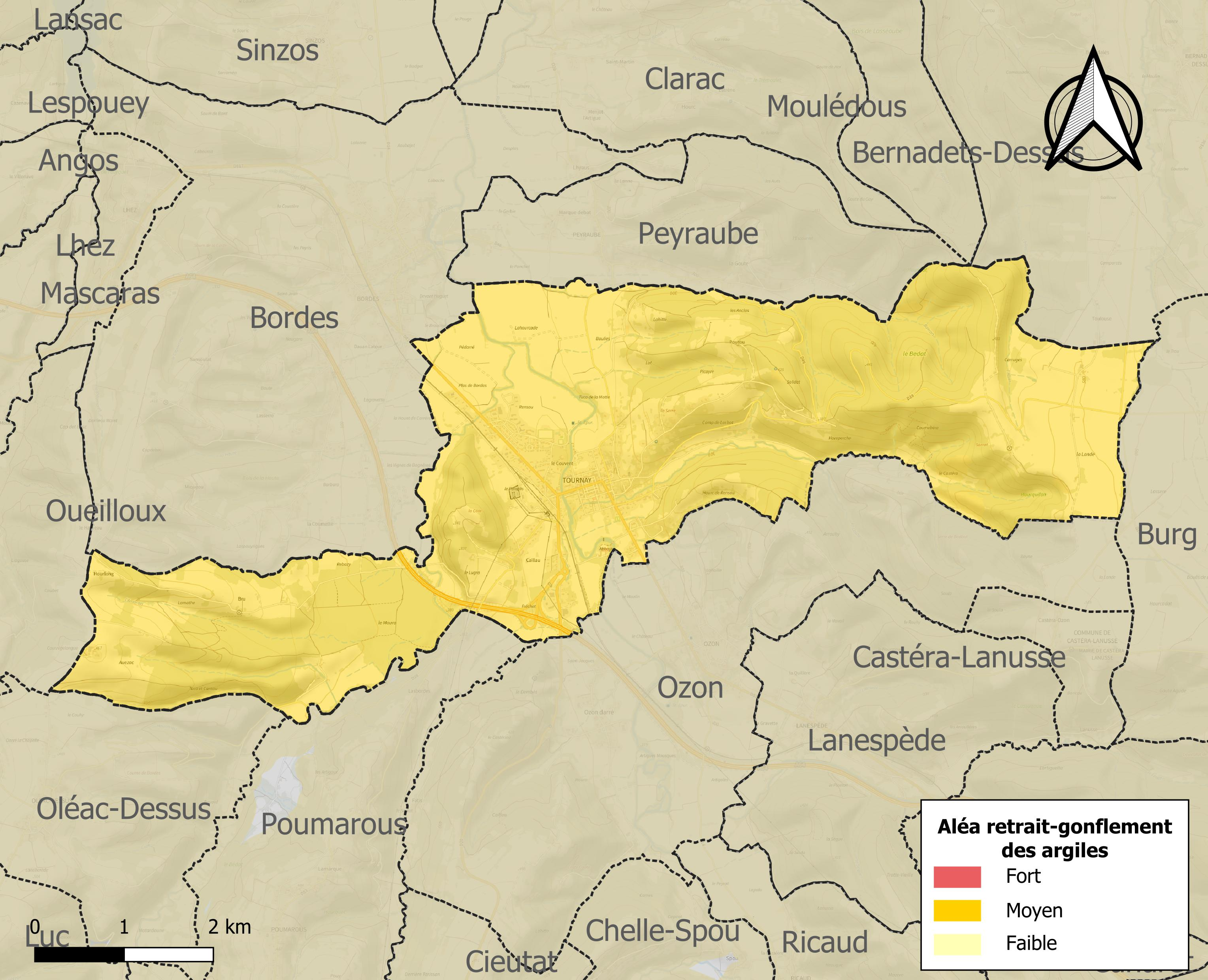
Carte des zones d'aléa retrait-gonflement des sols argileux de Tournay.

Les mouvements de terrains susceptibles de se produire sur la commune sont des tassements différentiels.
Le retrait-gonflement des sols argileux est susceptible d'engendrer des dommages importants aux bâtiments en cas d’alternance de périodes de sécheresse et de pluie. La totalité de la commune est en aléa moyen ou fort (44,5 % au niveau départemental et 48,5 % au niveau national). Sur les 611 bâtiments dénombrés sur la commune en 2019, 611 sont en aléa moyen ou fort, soit 100 %, à comparer aux 75 % au niveau départemental et 54 % au niveau national. Une cartographie de l'exposition du territoire national au retrait gonflement des sols argileux est disponible sur le site du BRGM,.
Par ailleurs, afin de mieux appréhender le risque d’affaissement de terrain, l'inventaire national des cavités souterraines permet de localiser celles situées sur la commune.
Concernant les mouvements de terrains, la commune a été reconnue en état de catastrophe naturelle au titre des dommages causés par des mouvements de terrain en 1999.

#### Risque technologique
Le risque de transport de matières dangereuses sur la commune est lié à sa traversée par une route à fort trafic, une ligne de chemin de fer et une canalisation de transport d'hydrocarbures. Un accident se produisant sur de telles infrastructures est susceptible d’avoir des effets graves sur les biens, les personnes ou l'environnement, selon la nature du matériau transporté. Des dispositions d’urbanisme peuvent être préconisées en conséquence.

## Toponymie

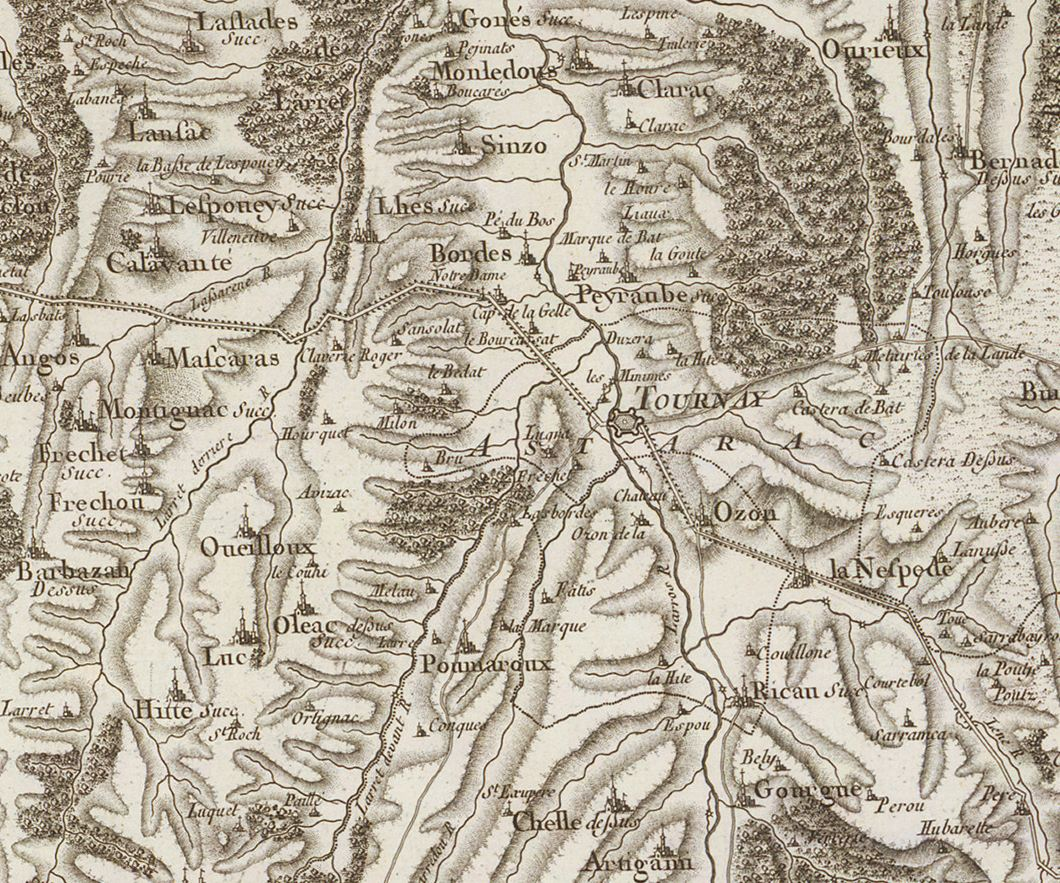
Extrait de la carte de Cassini (entre 1756 et 1789) situant Tournay.

## Histoire
Les tumulus d'Ozon et de Tournay témoignent de l'époque protohistorique.
Il n’y a pas de raison d’attribuer le nom de Tournay au peuple aquitain des Tornates (de localisation inconnue), puisqu’il s’agit du « nom transféré » de la ville belge de Tournai.
L'histoire de Tournay commence avec le château de Renso, Arrensou en bigourdan, fief d'une baronnie dont le souverain était Bohémond d'Astarac.
C'est le dimanche de l'Assomption de l'an 1307 que le paréage de la bastide de Tournay fut consenti entre Bohémond d'Astarac et le sénéchal de Toulouse, représentant du roi de France Philippe IV le Bel, qui avait besoin d'une ville fortifiée au voisinage du château de Mauvezin pour en contrer l’influence. Il lui donna le nom de la ville belge de Tournai en commémoration d’une de ses victoires et octroya à la population des privilèges fonciers. Il reste de cette époque le plan général de la ville caractérisé par ses rues en angle droit, significatif des «villes nouvelles», appelées aussi bastides du XIIIe siècle.
Tournay sera détruite à l'occasion des guerres de religion, et reconstruite à l'emplacement actuel.
En 1591, les minimes vinrent y dresser leurs tentes pour plus de deux cents ans. Ils y formèrent le couvent des Minimes ainsi que l'ordre mendiant à l'emplacement du château. Aujourd'hui, le site accueille un terrain de rugby, un camping, une piscine, un court de tennis et la salle des fêtes. Le cimetière a été créé en 1632 à la suite d'une épidémie de peste.
Après la Révolution de 1789, la ville devint chef-lieu d’un canton qui comportait alors 18 communes. Il en compte aujourd’hui 27.
L’abbaye Notre-Dame de Tournay, abbaye bénédictine s'est implantée en 1952 à l'intérieur d'une boucle de la rivière Arros, suivie en 1955 par l’abbaye des bénédictines à Ozon.

## Politique et administration

### Liste des maires

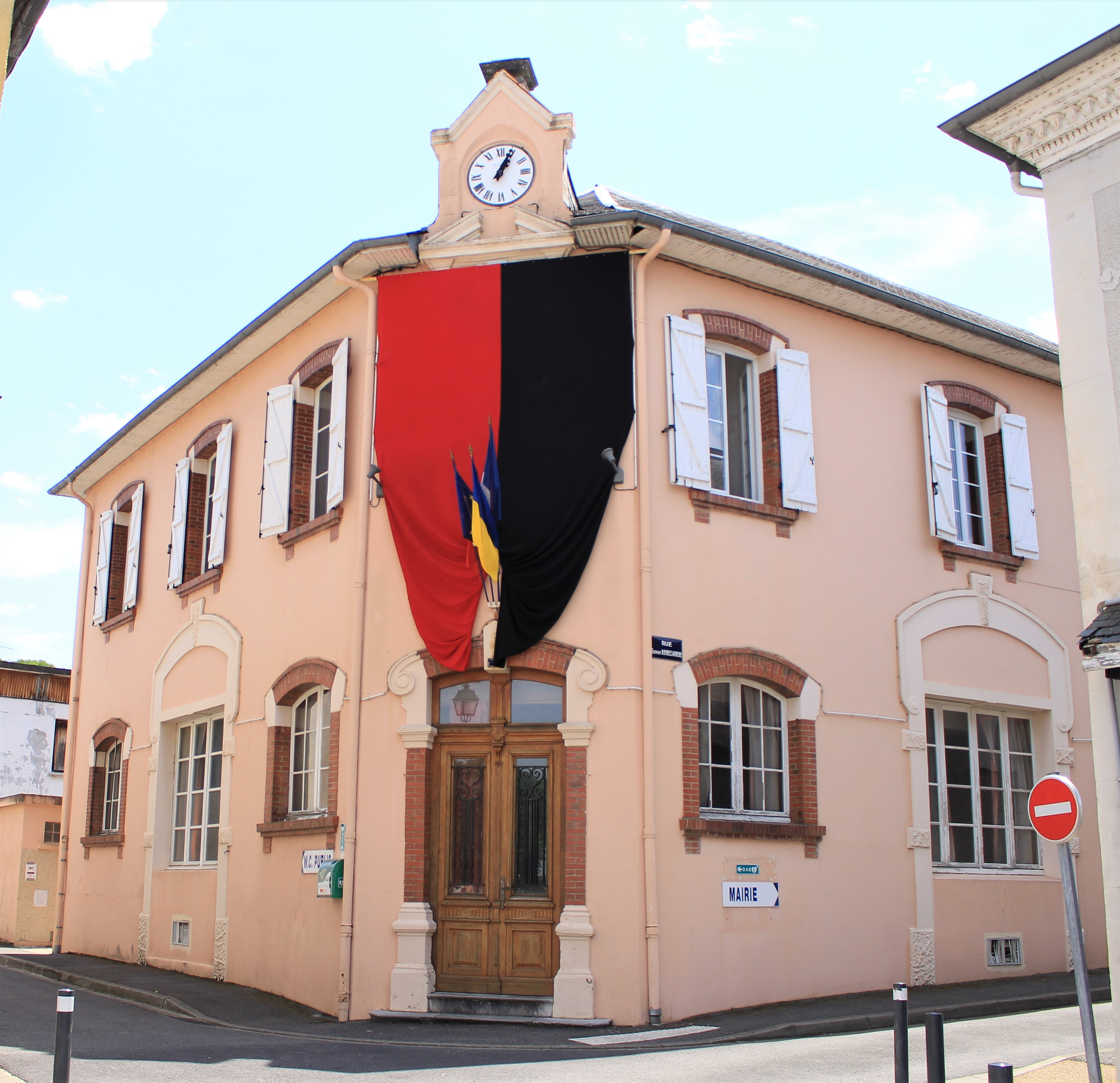
La mairie en 2022.

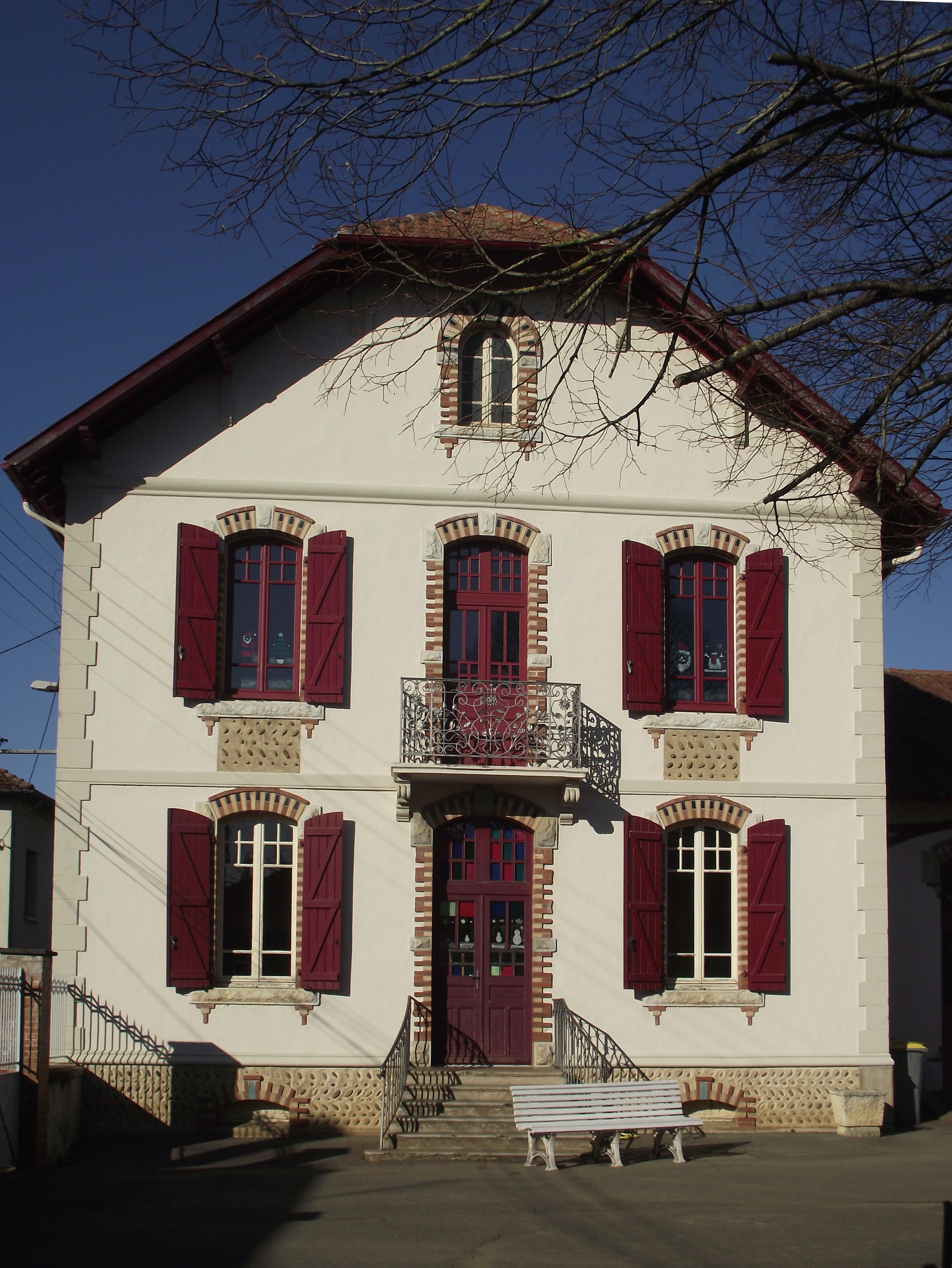
École maternelle.

| Période   | Période  | Identité             | Étiquette | Qualité                                                               |
| --------- | -------- | -------------------- | --------- | --------------------------------------------------------------------- |
| mars 1971 | 1983     | Albert Pierrot       |           |                                                                       |
| mars 1983 | 2014     | Josette Fourcade     | MRG/PRG   | Gestionnaire éducation nationale, suppléante du député Pierre Forgues |
| mars 2014 | 2020     | Camille Denagiscarde | DVD       |                                                                       |
| mars 2020 | En cours | Nicolas Datas-Tapie  | SE-DVG    | Conseiller départemental depuis 2021                                  |

### Intercommunalité
Tournay appartient à la communauté de communes du canton de Tournay créée en décembre 1996 et qui réunit 27 communes.

### Jumelages
- La Vraie-Croix (France) (Morbihan).
- Alhama de Aragón (Espagne)

## Population et société

### Démographie

#### Évolution démographique
L'évolution du nombre d'habitants est connue à travers les recensements de la population effectués dans la commune depuis 1793. Pour les communes de moins de 10 000 habitants, une enquête de recensement portant sur toute la population est réalisée tous les cinq ans, les populations de référence des années intermédiaires étant quant à elles estimées par interpolation ou extrapolation. Pour la commune, le premier recensement exhaustif entrant dans le cadre du nouveau dispositif a été réalisé en 2007.

En 2022, la commune comptait 1 296 habitants, en évolution de +2,53 % par rapport à 2016 (Hautes-Pyrénées : +1,59 %, France hors Mayotte : +2,11 %).
| 1793 | 1800 | 1806 | 1821 | 1831  | 1836  | 1841  | 1846  | 1851  |
| ---- | ---- | ---- | ---- | ----- | ----- | ----- | ----- | ----- |
| 840  | 762  | 770  | 945  | 1 258 | 1 227 | 1 316 | 1 395 | 1 400 |

| 1856  | 1861  | 1866  | 1876  | 1881  | 1886  | 1891  | 1896  | 1901  |
| ----- | ----- | ----- | ----- | ----- | ----- | ----- | ----- | ----- |
| 1 408 | 1 340 | 1 357 | 1 297 | 1 318 | 1 324 | 1 171 | 1 139 | 1 180 |

| 1906  | 1911  | 1921  | 1926  | 1931  | 1936  | 1946  | 1954  | 1962  |
| ----- | ----- | ----- | ----- | ----- | ----- | ----- | ----- | ----- |
| 1 188 | 1 089 | 1 090 | 1 070 | 1 045 | 1 017 | 1 016 | 1 132 | 1 136 |

| 1968  | 1975  | 1982  | 1990  | 1999  | 2006  | 2007  | 2012  | 2017  |
| ----- | ----- | ----- | ----- | ----- | ----- | ----- | ----- | ----- |
| 1 076 | 1 161 | 1 065 | 1 109 | 1 142 | 1 237 | 1 252 | 1 336 | 1 209 |

| 2022  | - | - | - | - | - | - | - | - |
| ----- | - | - | - | - | - | - | - | - |
| 1 296 | - | - | - | - | - | - | - | - |

## Économie

### Revenus
En 2018, la commune compte 605 ménages fiscaux, regroupant 1 211 personnes. La médiane du revenu disponible par unité de consommation est de 21 120 € (20 420 € dans le département).

### Emploi
|                | 2008  | 2013  | 2018   |
| -------------- | ----- | ----- | ------ |
| Commune        | 5 %   | 8,2 % | 10,4 % |
| Département    | 7,7 % | 9,4 % | 9,8 %  |
| France entière | 8,3 % | 10 %  | 10 %   |

En 2018, la population âgée de 15 à 64 ans s'élève à 678 personnes, parmi lesquelles on compte 74,4 % d'actifs (63,9 % ayant un emploi et 10,4 % de chômeurs) et 25,6 % d'inactifs,. En  2018, le taux de chômage communal (au sens du recensement) des 15-64 ans est supérieur à celui du département et de la France, alors qu'en 2008 la situation était inverse.
La commune fait partie de la couronne de l'aire d'attraction de Tarbes, du fait qu'au moins 15 % des actifs travaillent dans le pôle,. Elle compte 583 emplois en 2018, contre 549 en 2013 et 550 en 2008. Le nombre d'actifs ayant un emploi résidant dans la commune est de 440, soit un indicateur de concentration d'emploi de 132,6 % et un taux d'activité parmi les 15 ans ou plus de 50,7 %.
Sur ces 440 actifs de 15 ans ou plus ayant un emploi, 153 travaillent dans la commune, soit 35 % des habitants. Pour se rendre au travail, 80,2 % des habitants utilisent un véhicule personnel ou de fonction à quatre roues, 0,8 % les transports en commun, 9,9 % s'y rendent en deux-roues, à vélo ou à pied et 9 % n'ont pas besoin de transport (travail au domicile).

### Enseignement
L'école maternelle a été l'école des filles.
L'école élémentaire s'est finalement installée dans un bâtiment d'architecture contemporaine mêlant murs de béton restés bruts, bois et surfaces vitrées. L'originalité décorative de certains plafonds est, en fait, un dispositif d'insonorisation.

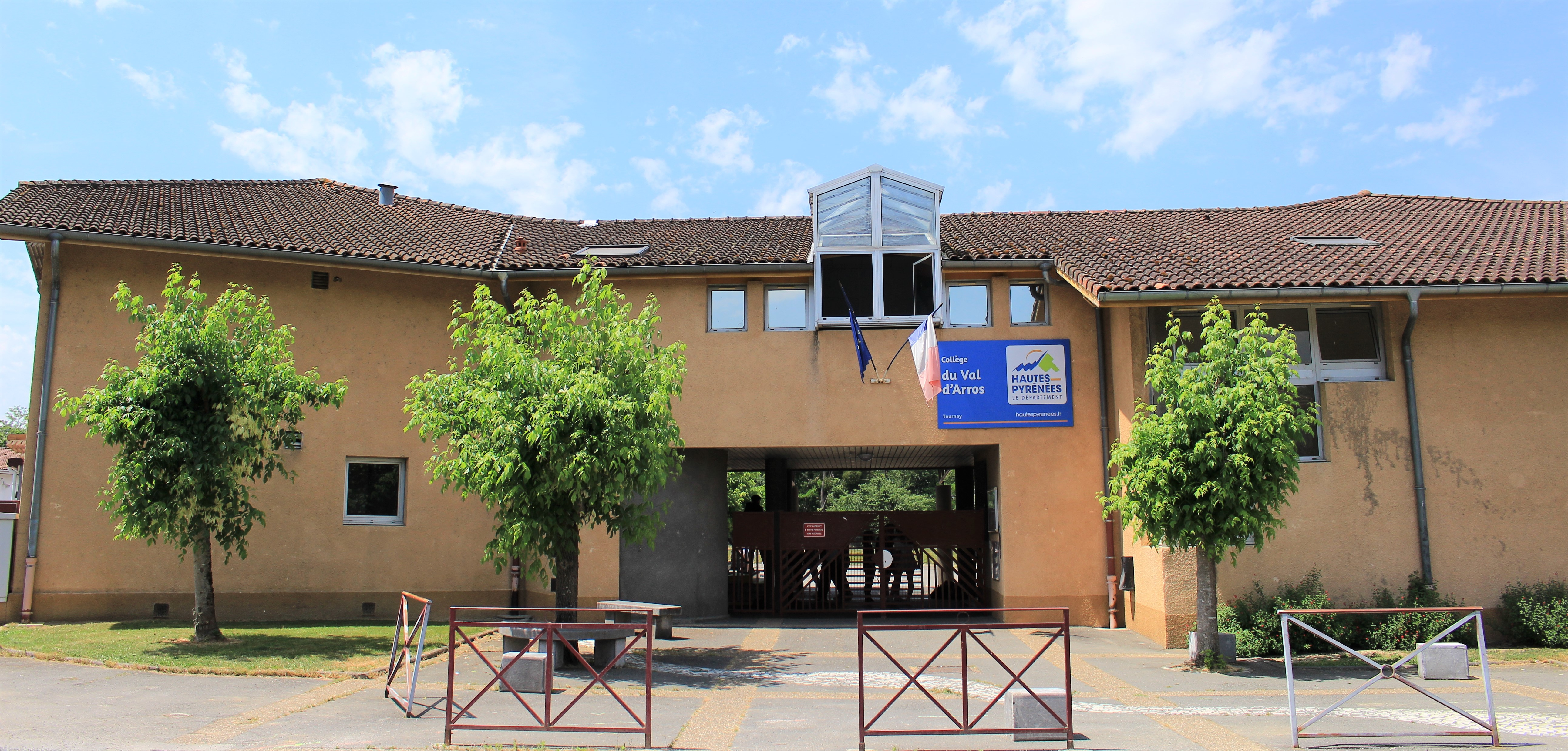
Le collège en 2022.
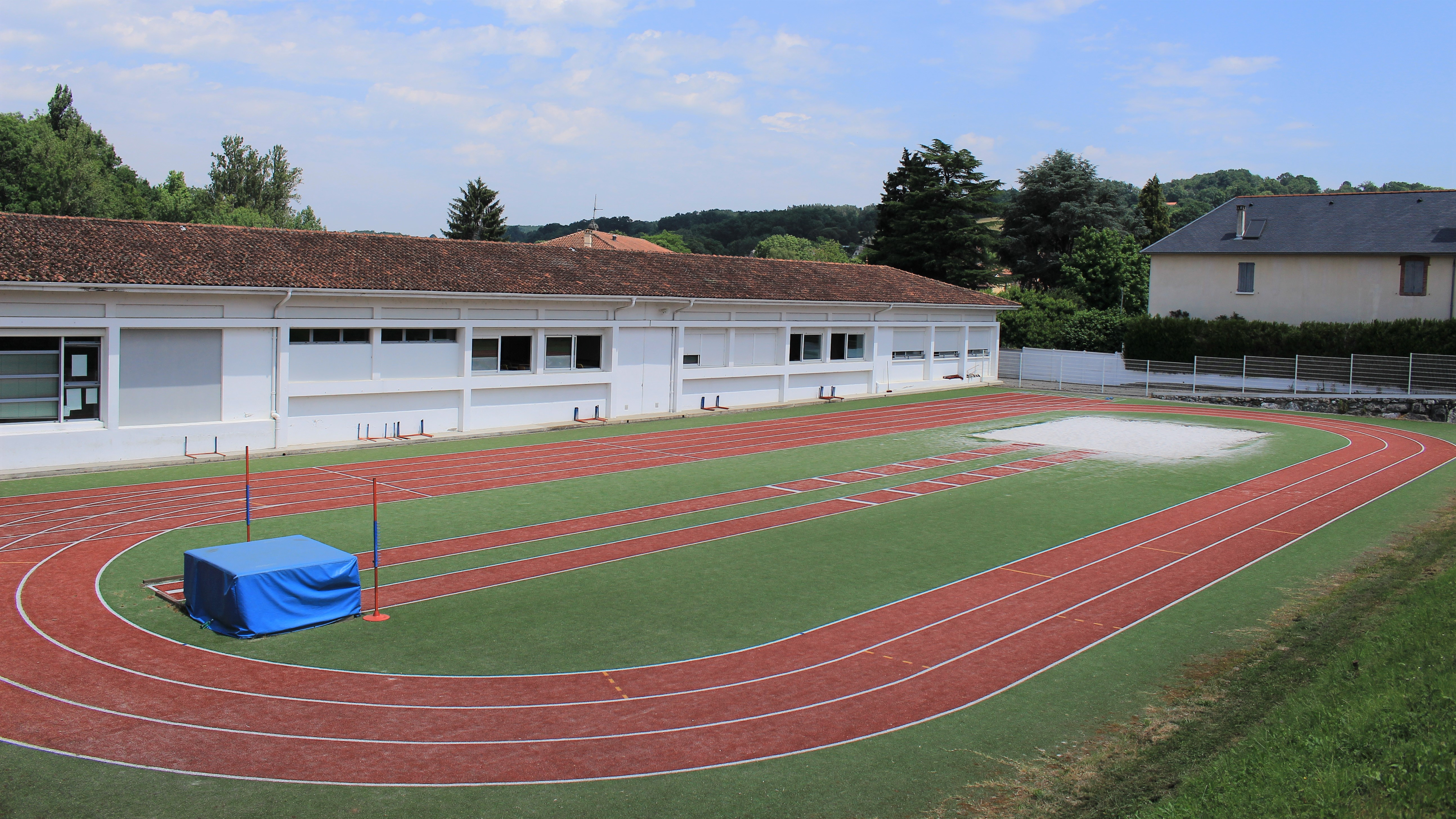
Le collège.
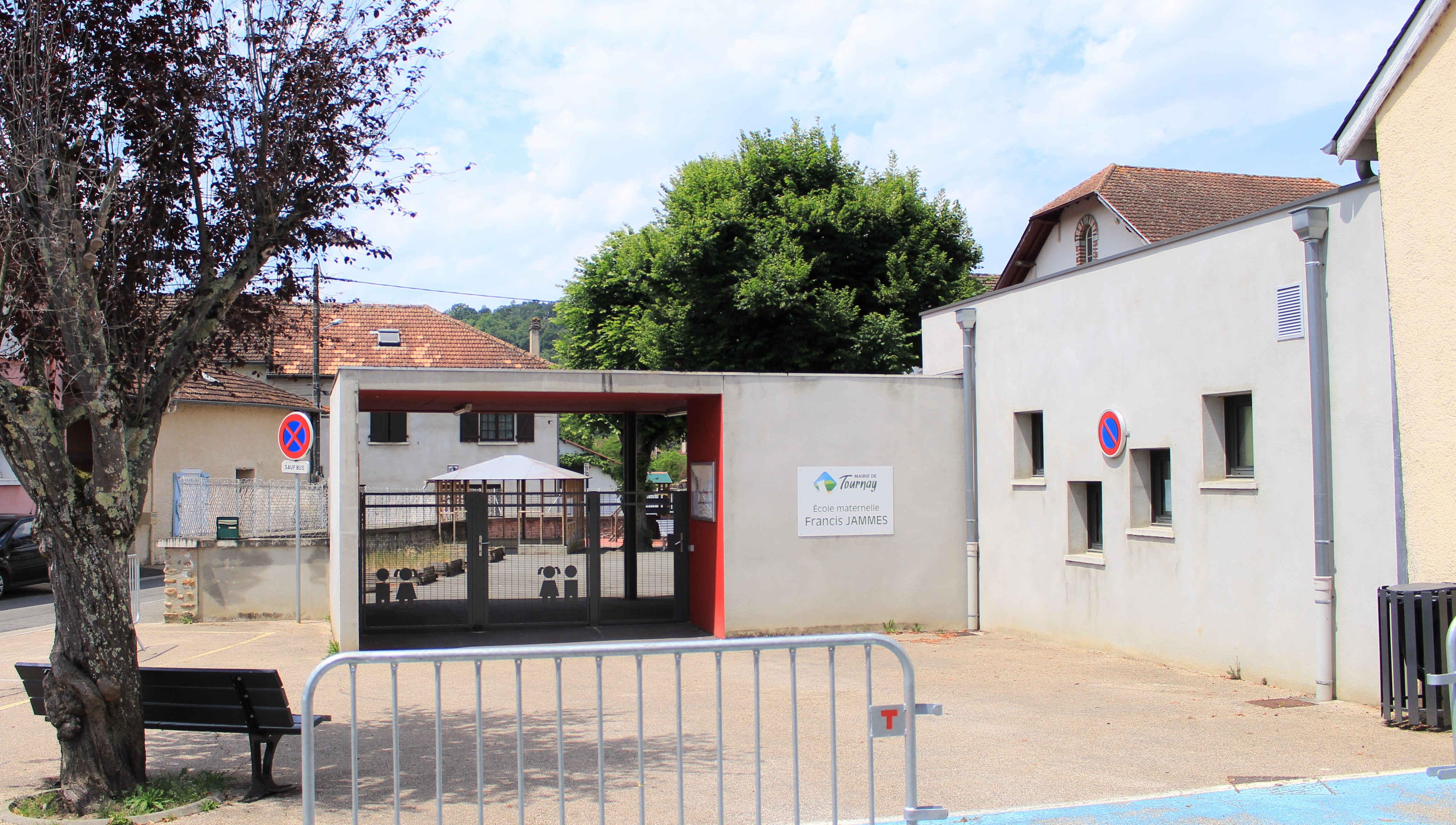
L'école maternelle en 2022.
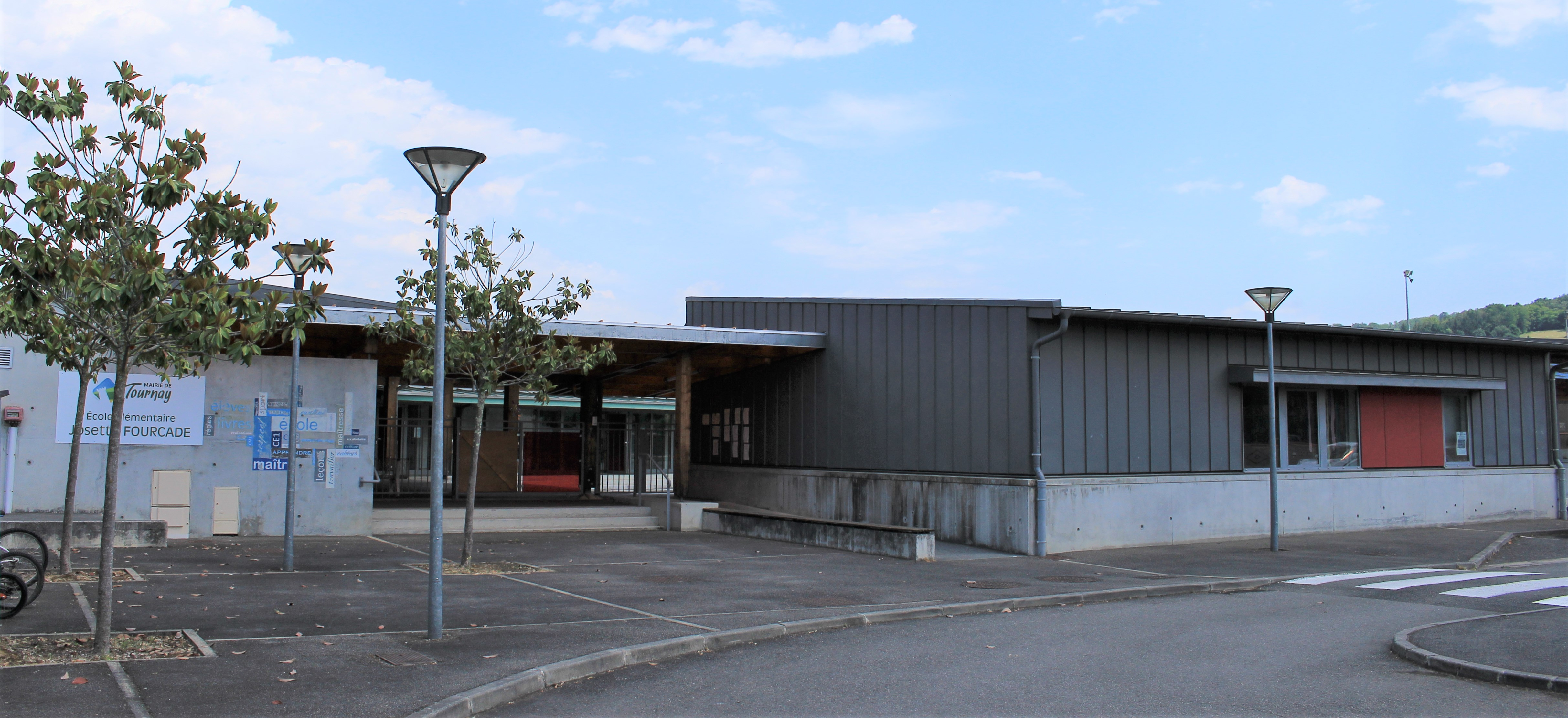
L'école élémentaire en 2022.

### Santé

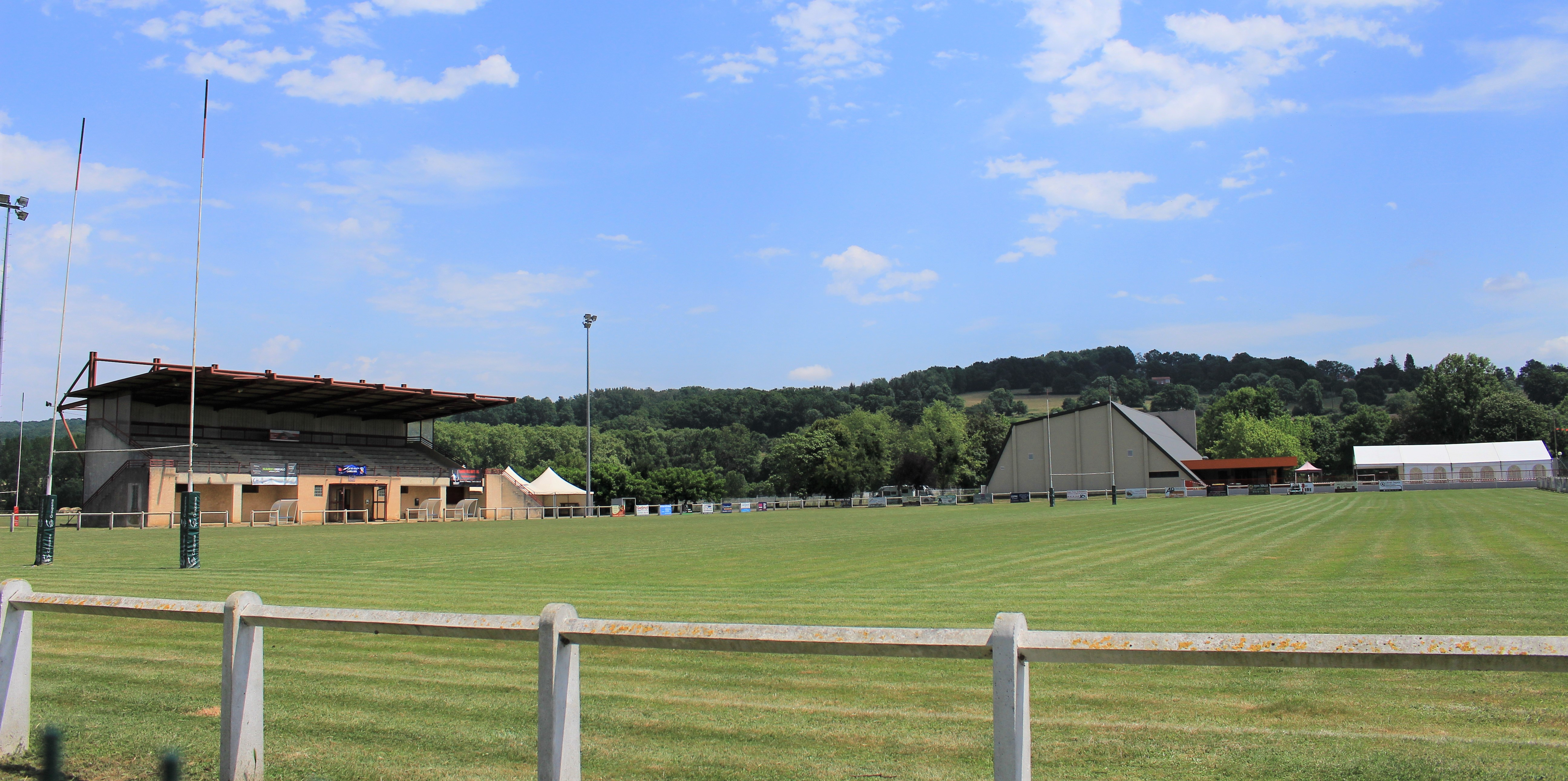
Le stade de rugby du Rensou en 2022.

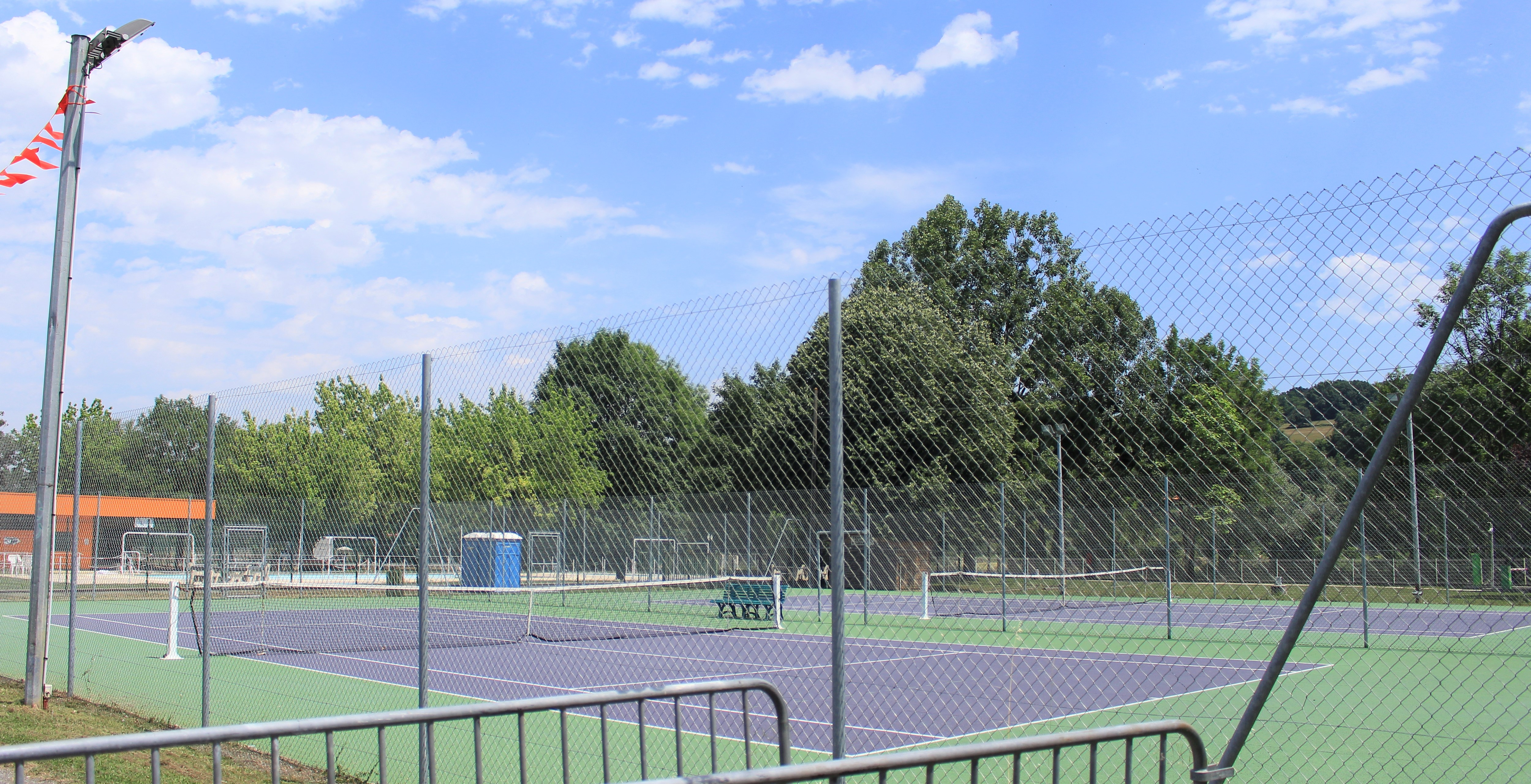
Le court de tennis en 2022.

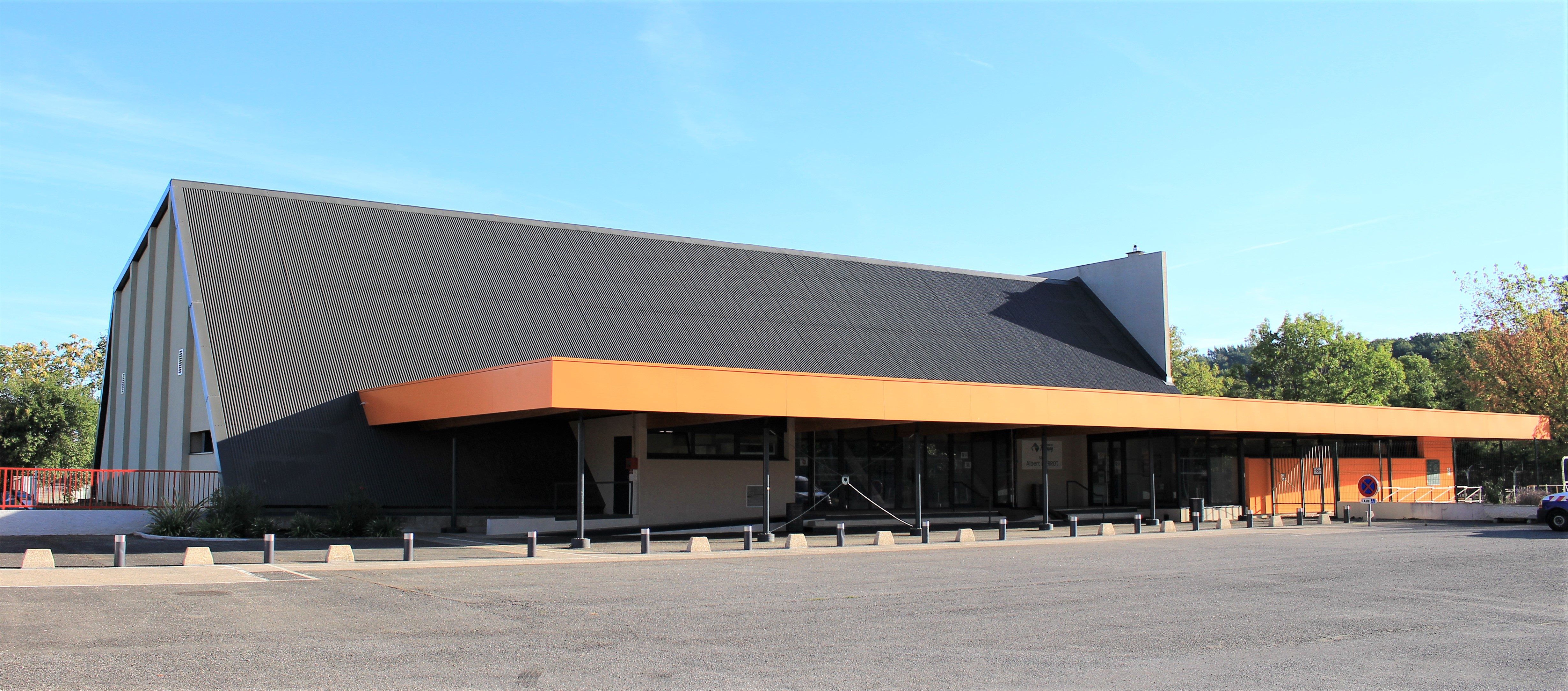
Le gymnase Albert-Pierrot en 2022.

## Culture locale et patrimoine

### Lieux et monuments

#### Édifices publics

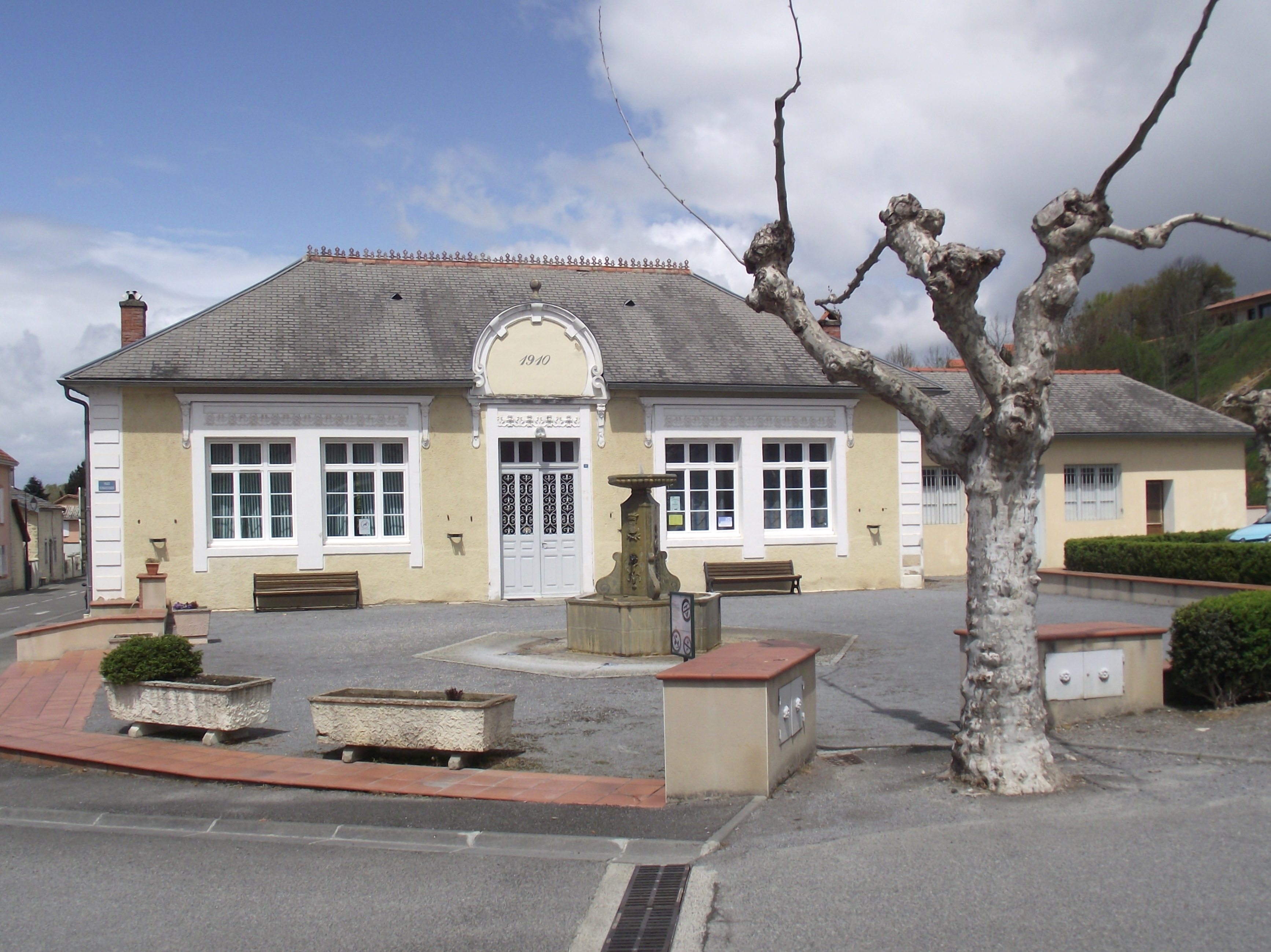
Siège du club de l'amitié de l'Arros, place Denagiscarde.

La mairie, puis à partir de 1910, l'actuel siège du club de l'amitié de l'Arros, place Denagiscarde, ont été, tour à tour, l'ancienne école des garçons.

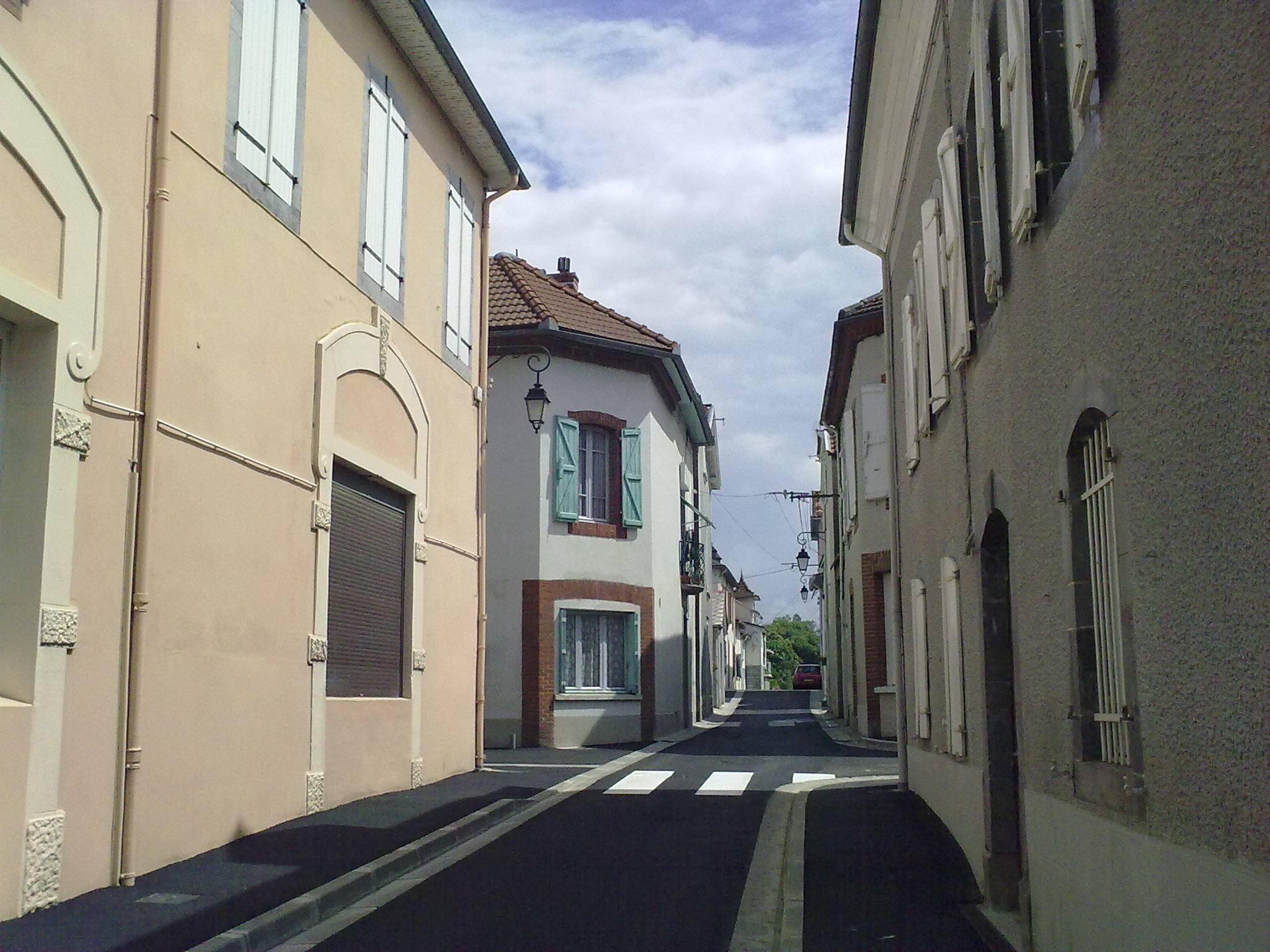
Rue Germain-Bonnecarrère (à gauche, la mairie).
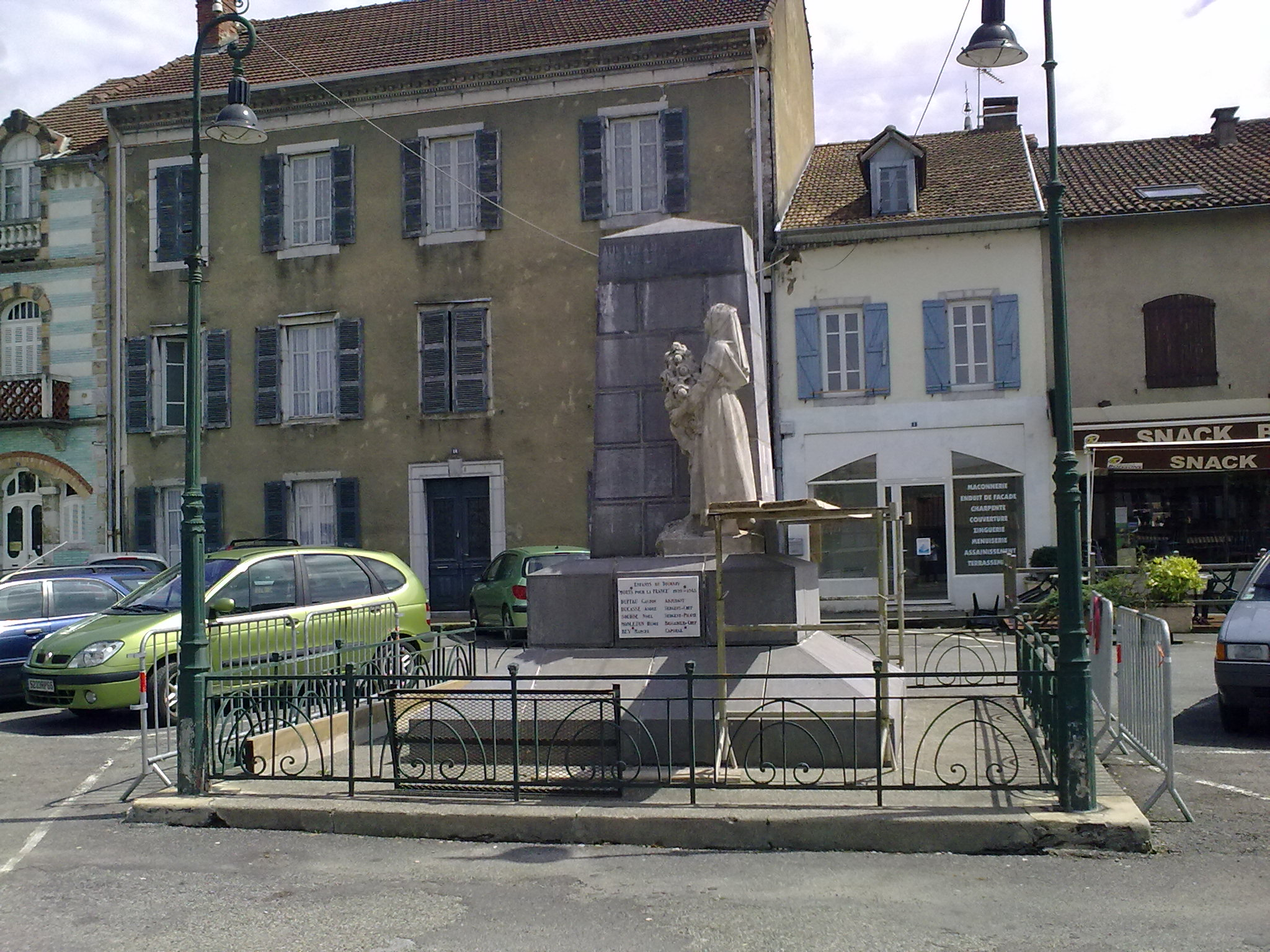
Le monument aux morts de Tournay, œuvre de Firmin Michelet.
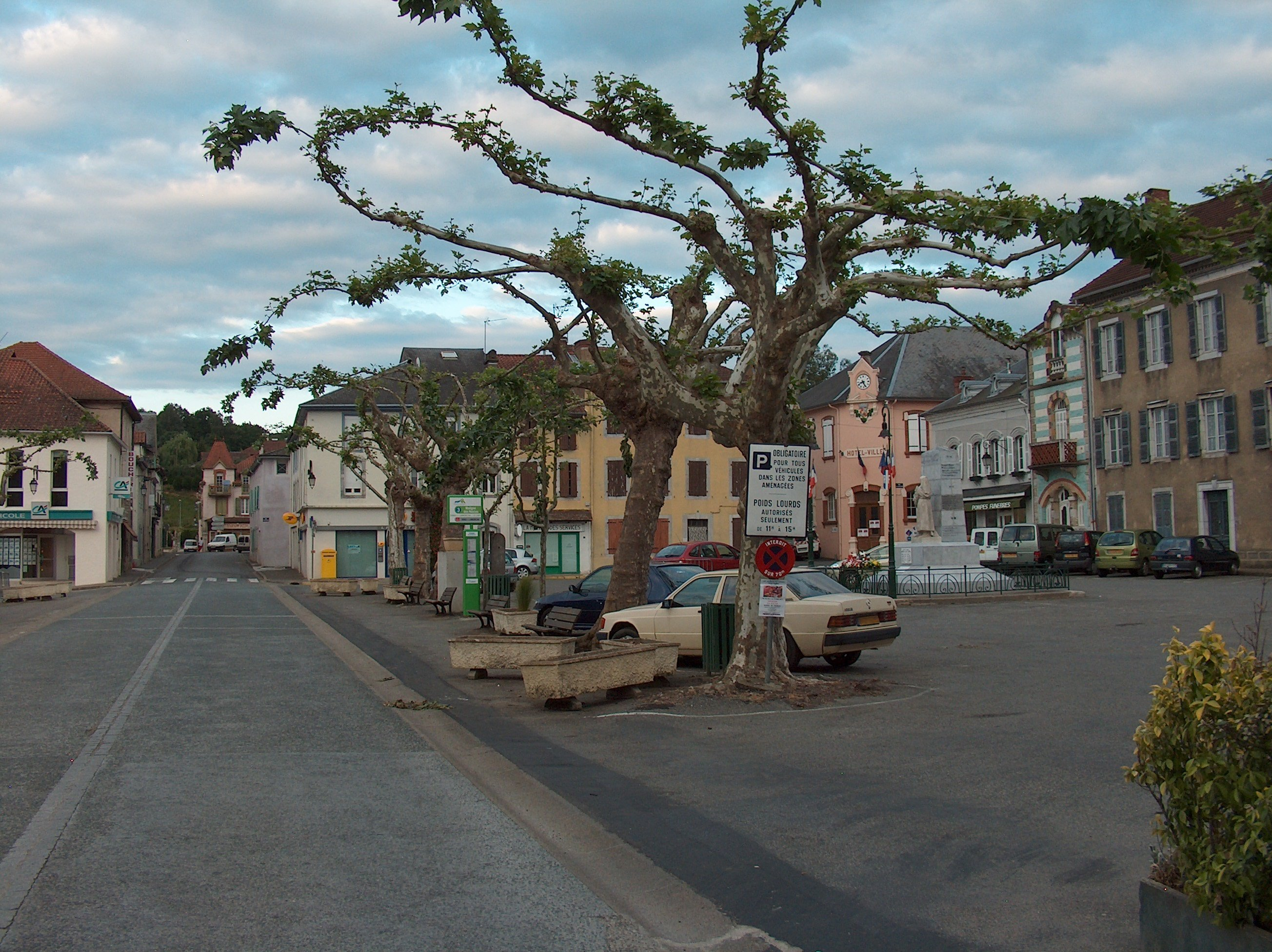
Côté sud de la place d'Astarac, au centre du village.
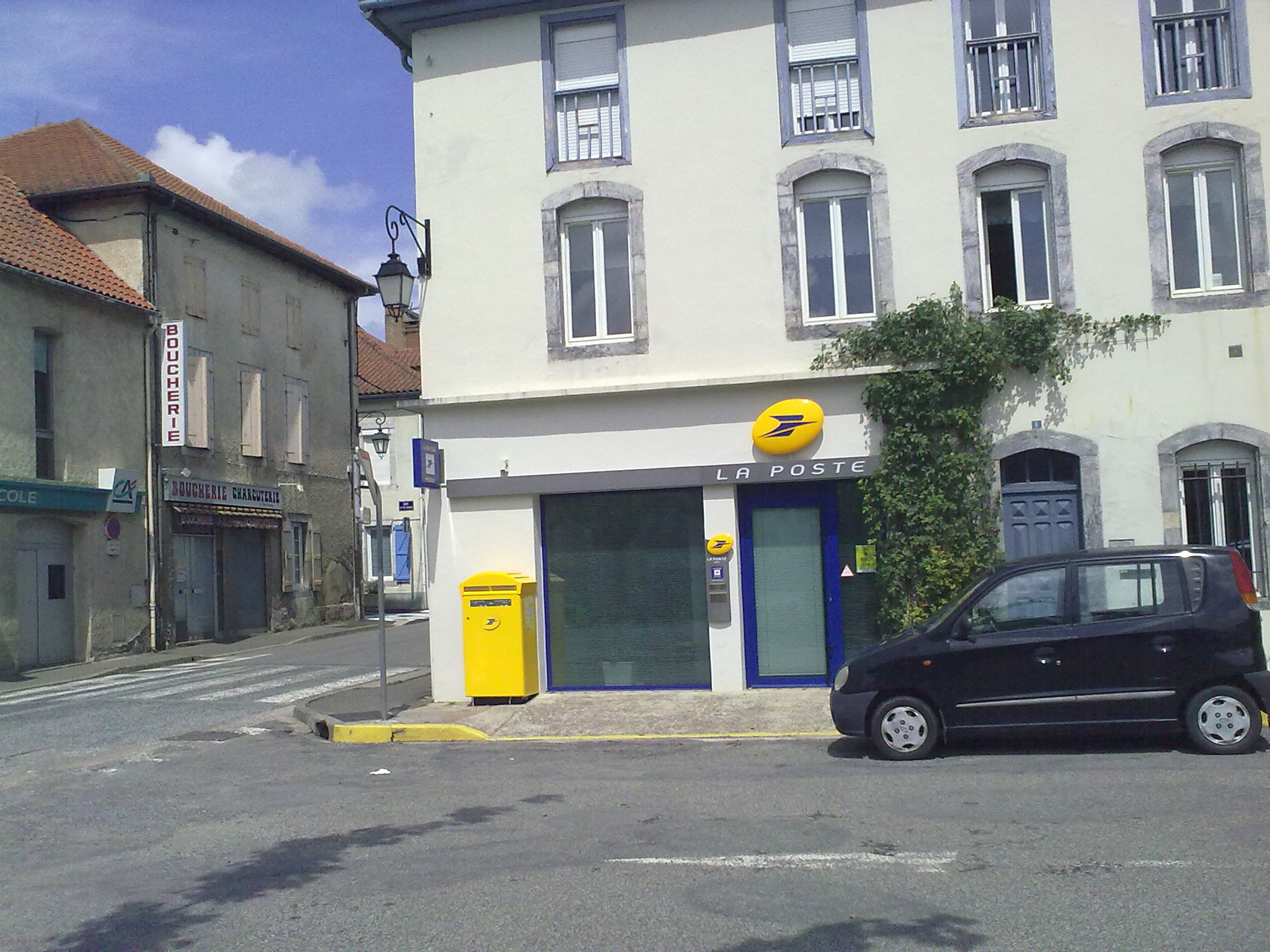
La poste de Tournay.
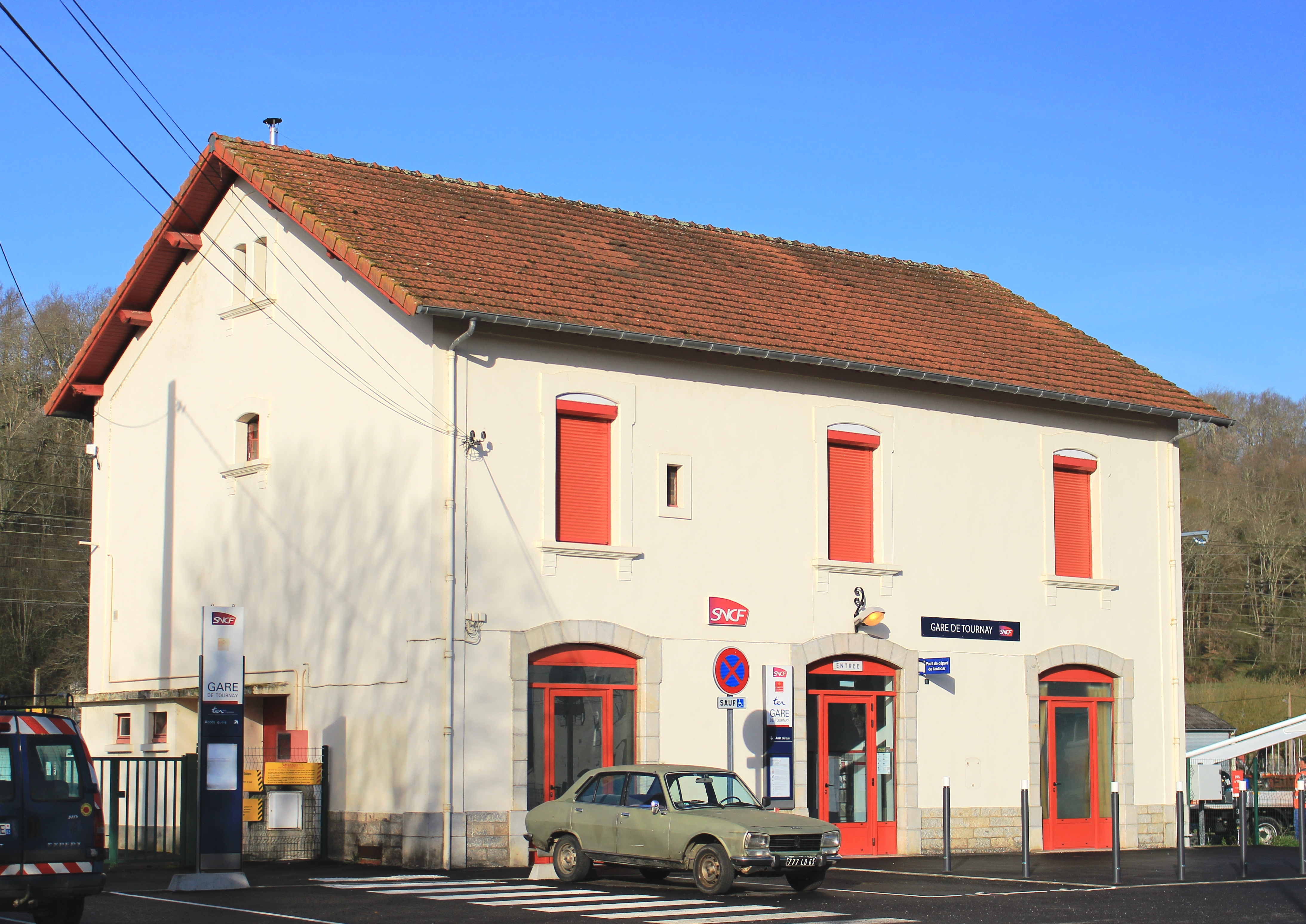
Gare de Tournay.
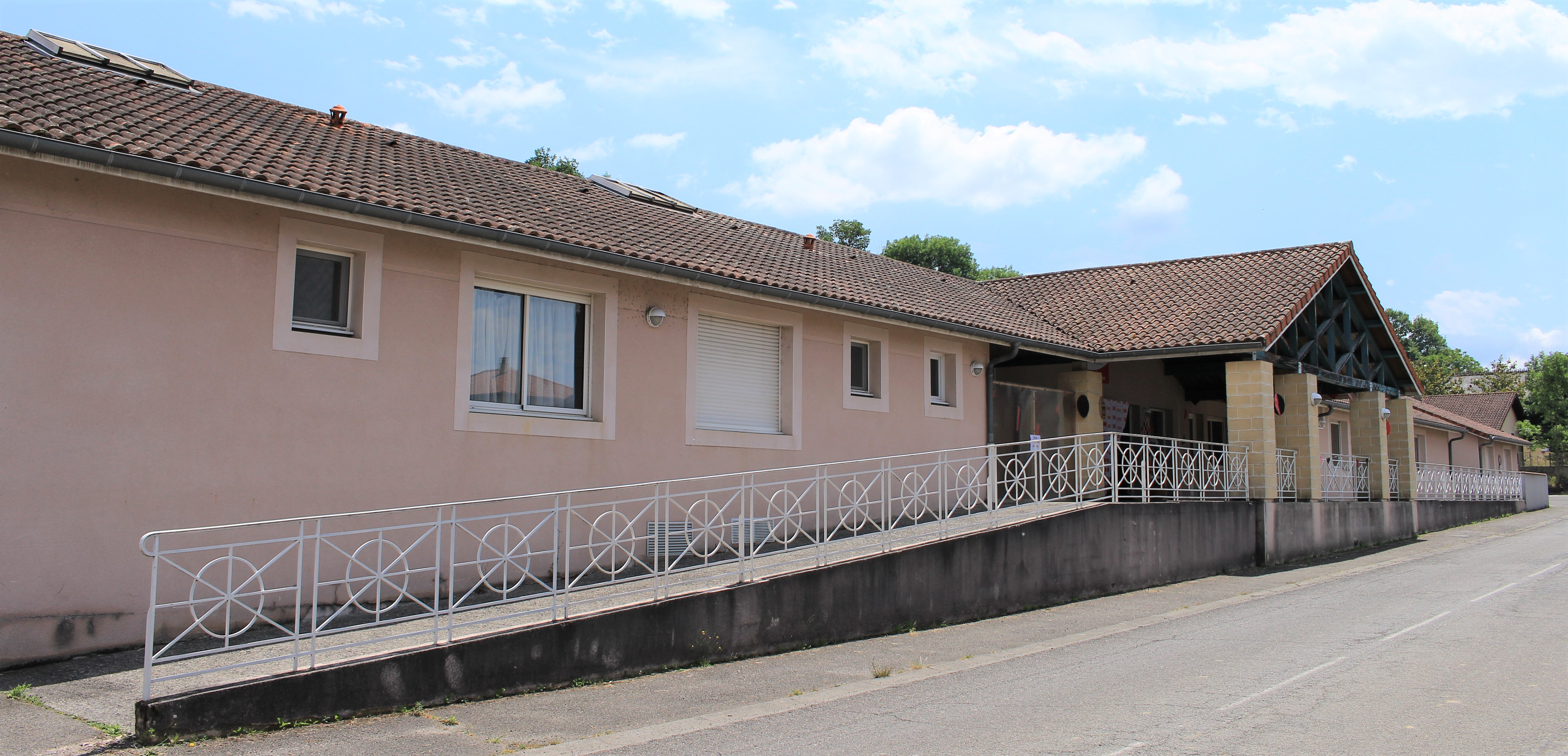
Le foyer rural en 2022.
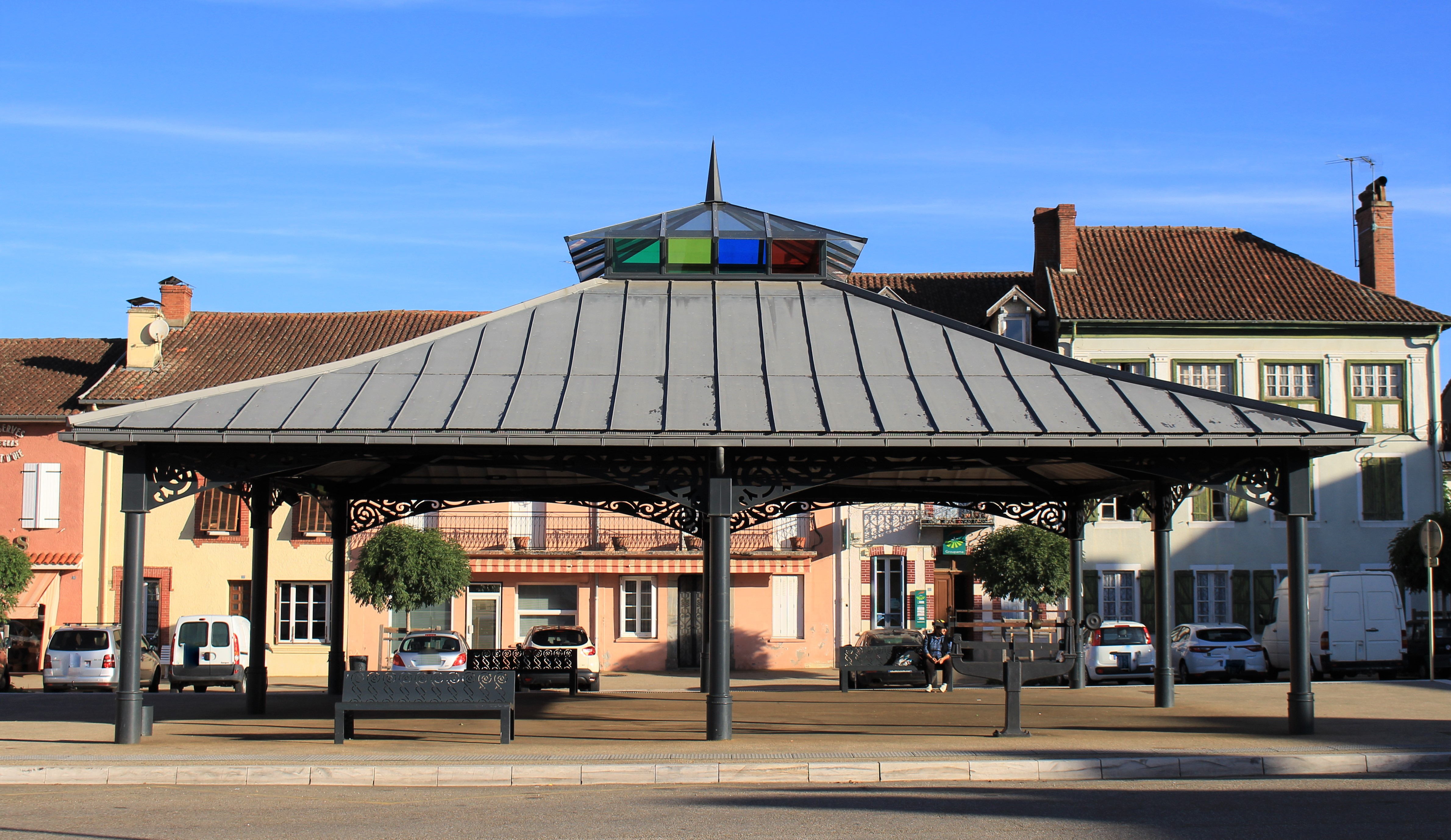
La halle en 2022.
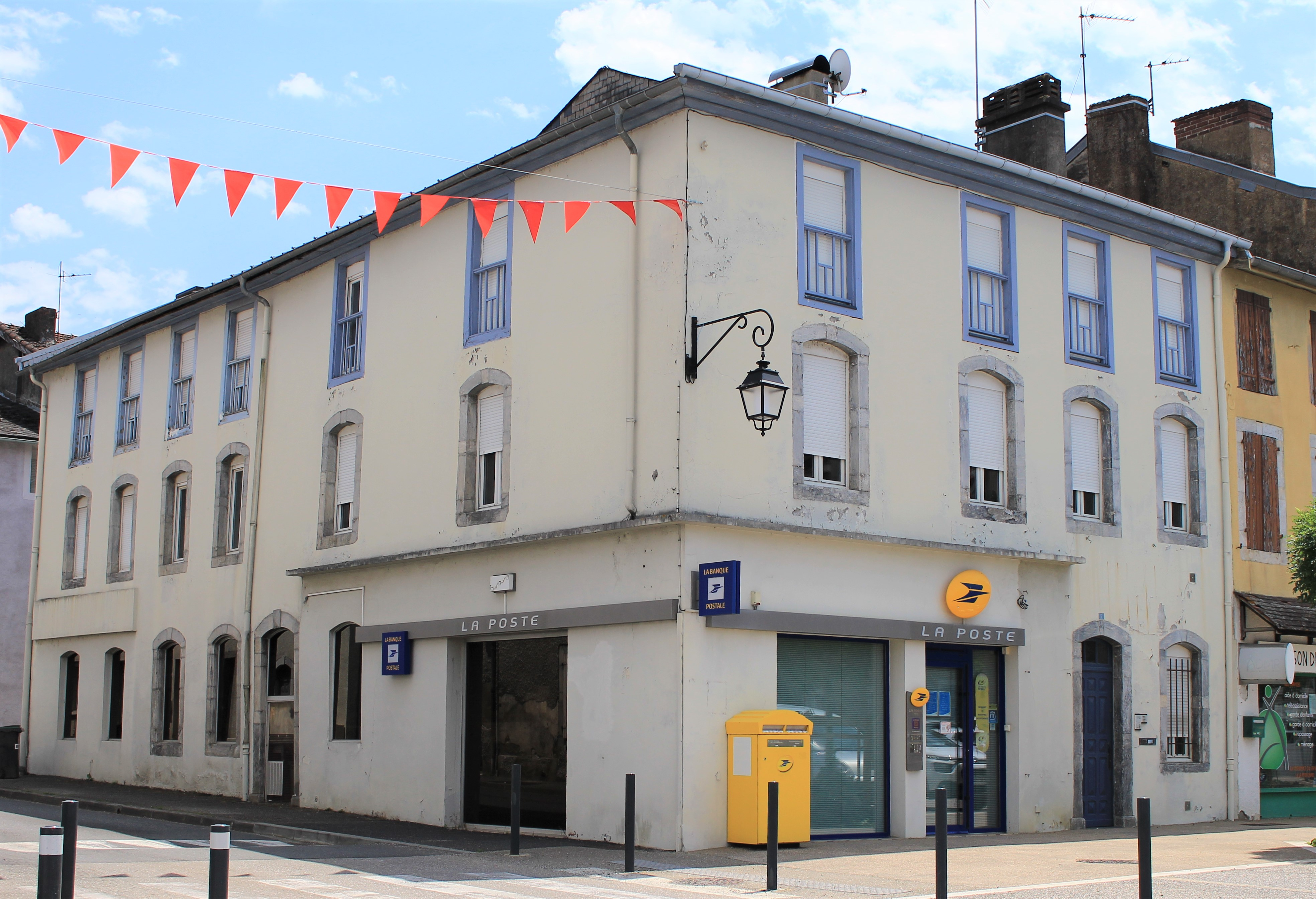
La Poste en 2022.
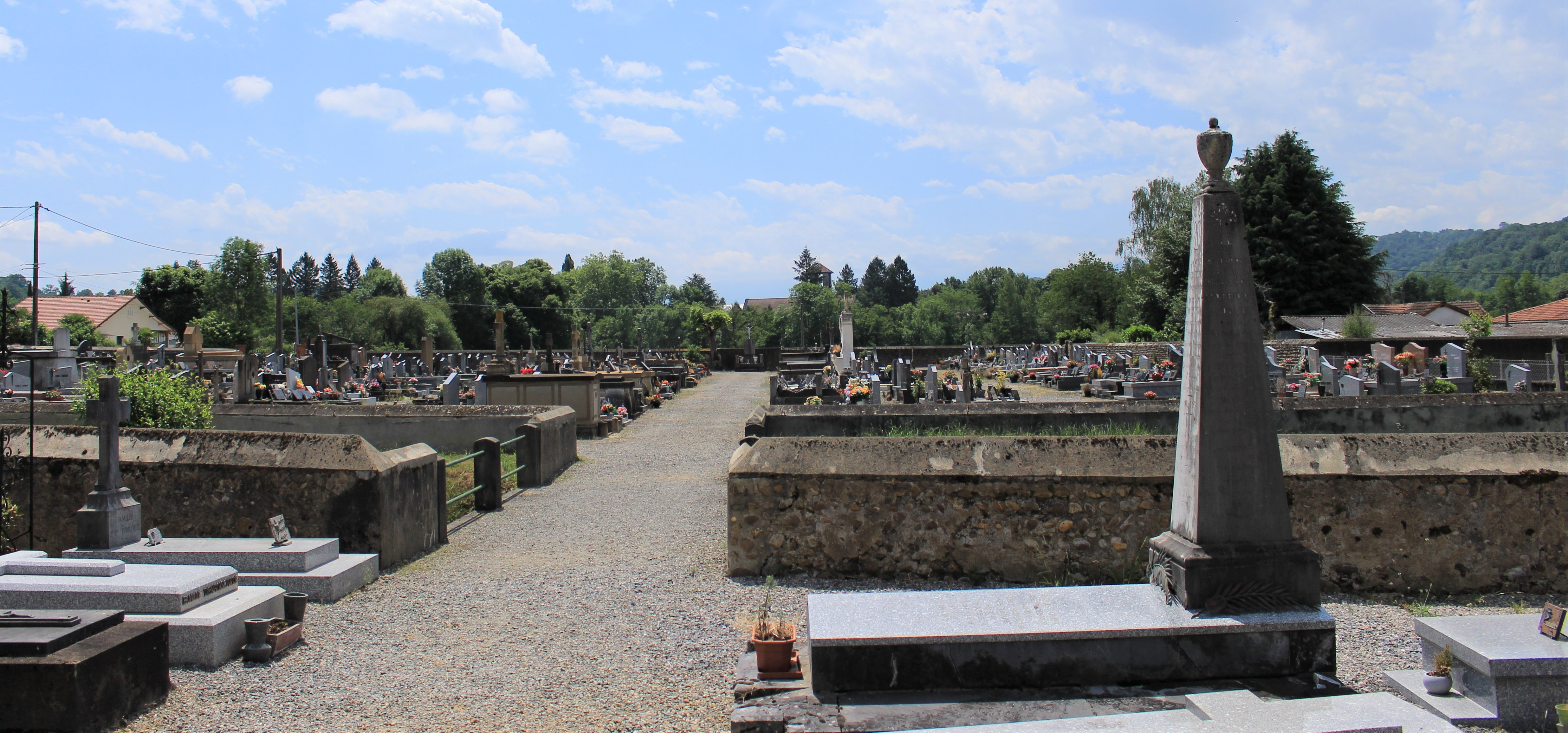
Le cimetière.

- Le Monument aux morts municipal œuvre de Firmin Michelet.

#### Édifices religieux
- L'abbaye Notre-Dame de Tournay, ses offices et ses pâtes de fruits. Le cloître, l'église et une librairie spécialisée sont accessibles aux visiteurs.
- L'église Saint-Étienne de Tournay.

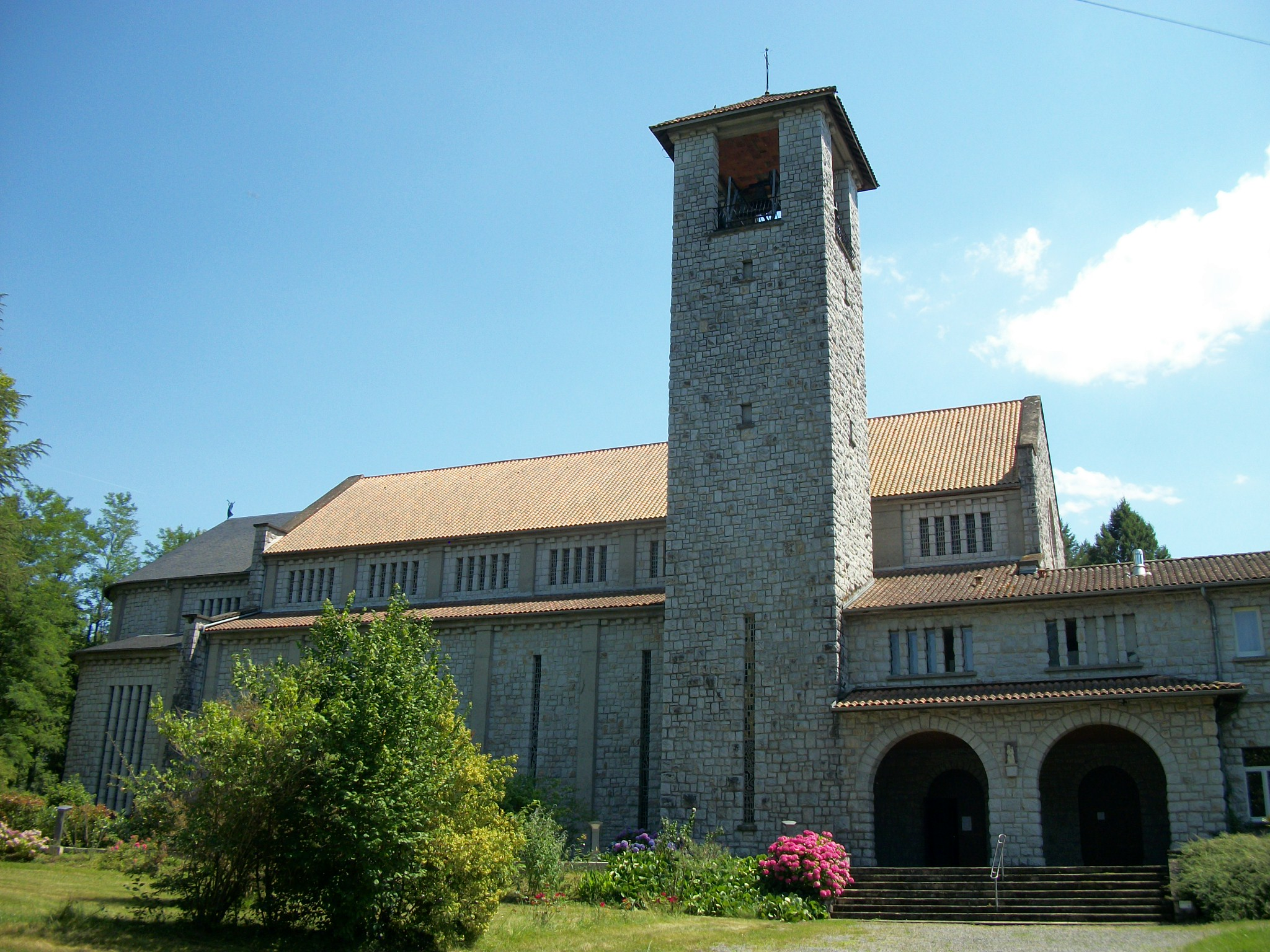
Abbaye Notre-Dame de Tournay, vue d'ensemble.
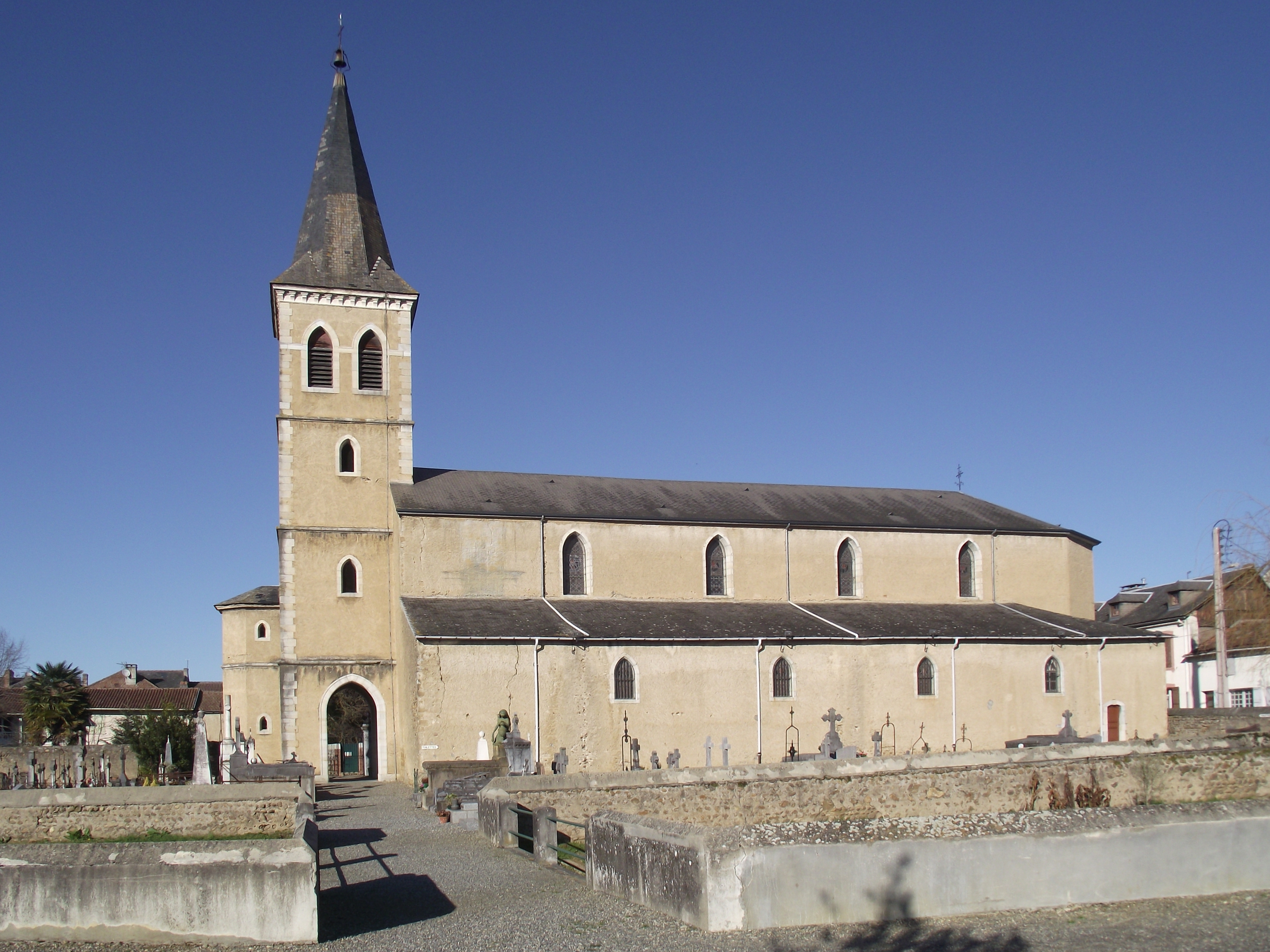
L'église Saint-Étienne.
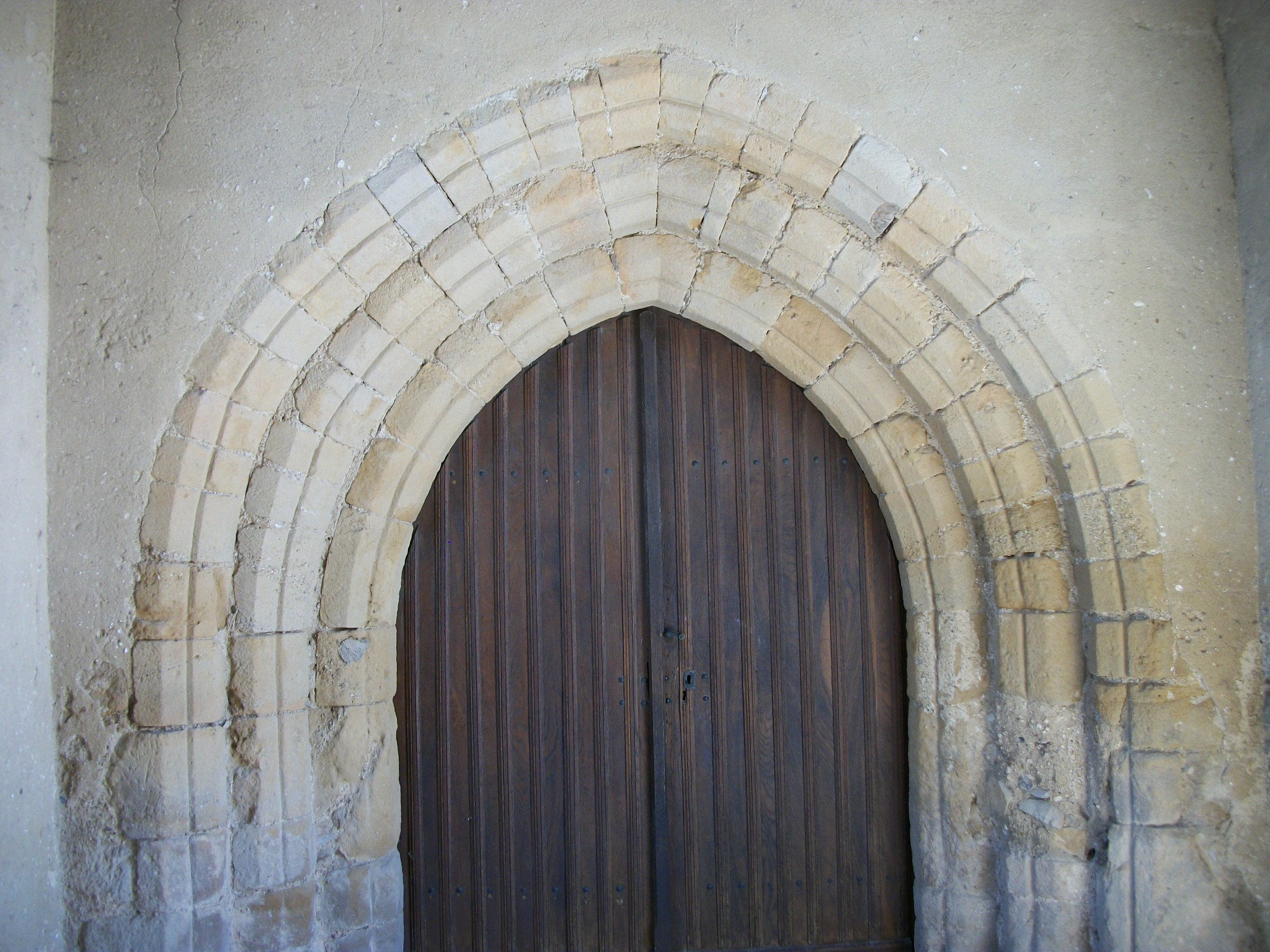
Portail de l'église situé sous le porche.
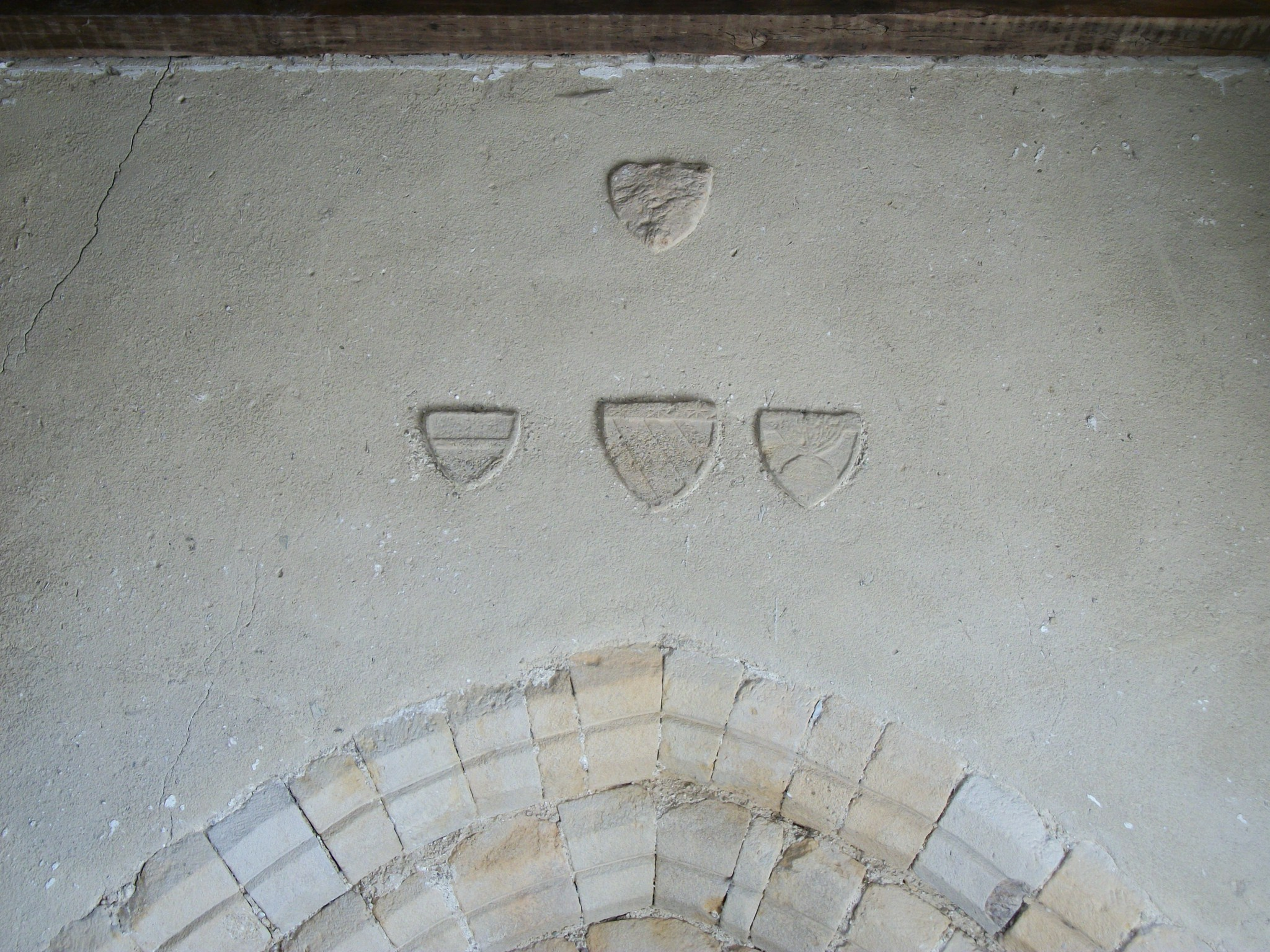
Au-dessus du portail, des basons sculptés en pierre.
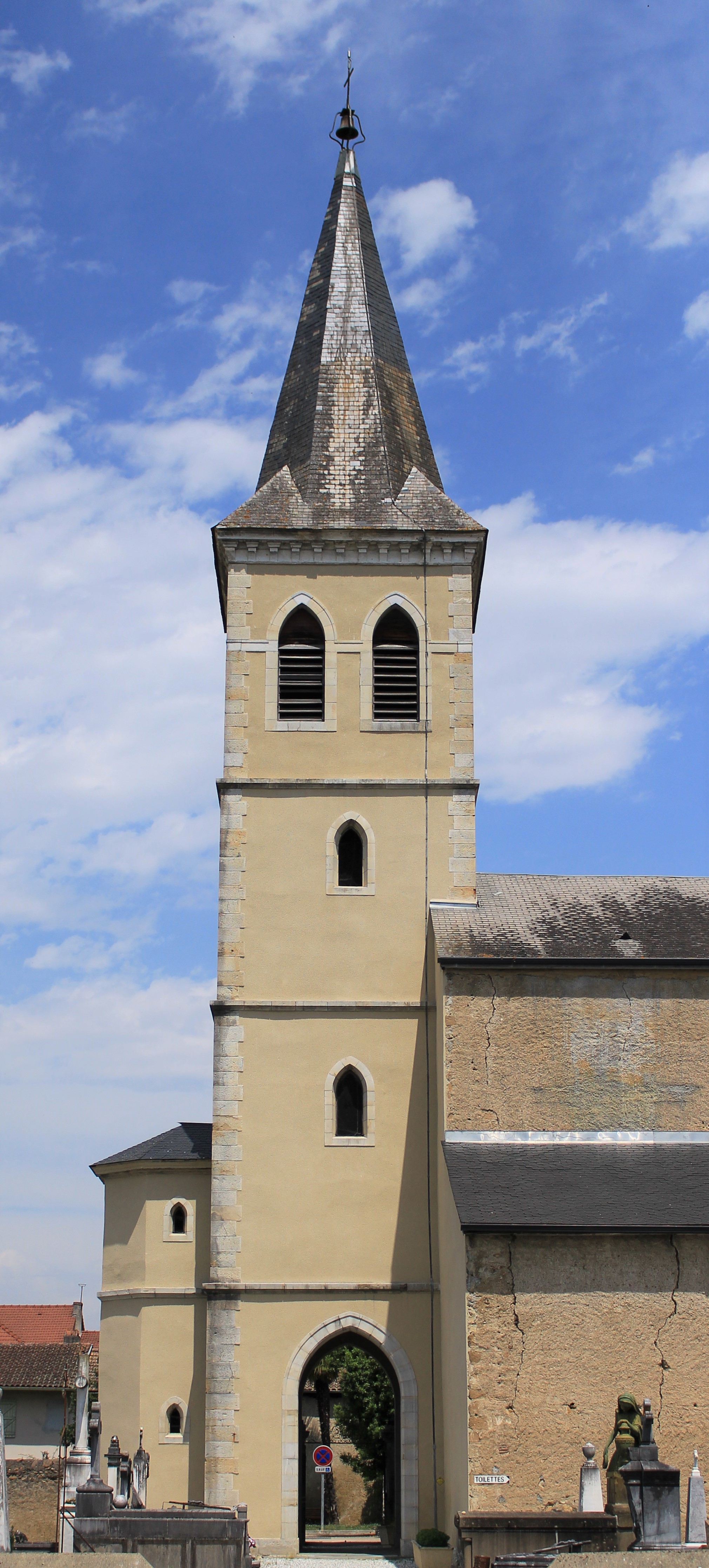
Le clocher.

#### Demeures anciennes

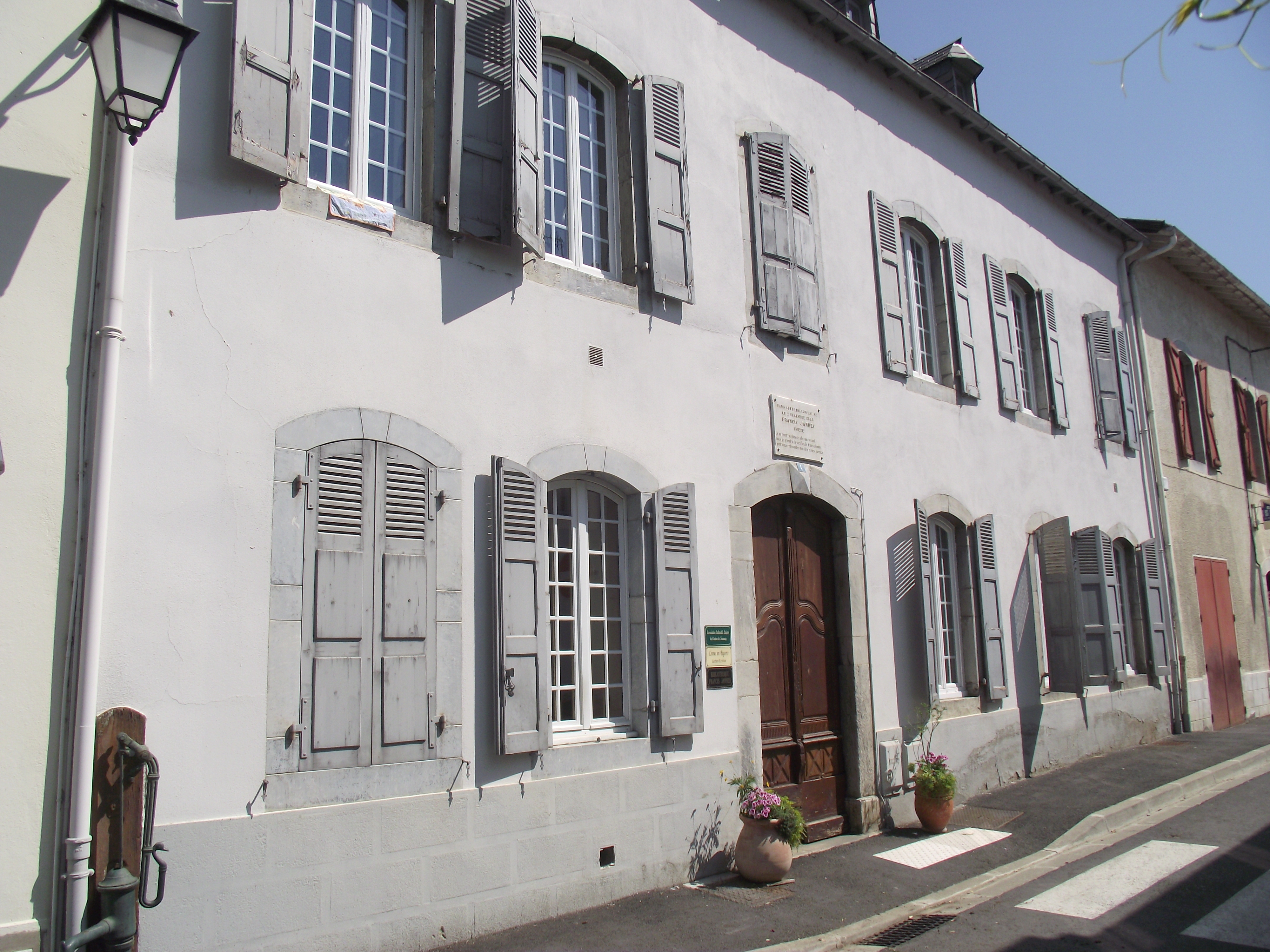
Maison natale de Francis Jammes.

La maison Francis Jammes, sur la place d'Astarac, où vécut le poète.

### Patrimoine botanique
L’arboretum est issu d'une ancienne lande à fougères reboisé une première fois en 1938 puis en 1958 à la suite de l'incendie du boisement initial. Il  héberge aujourd'hui 200 essences d'arbres et d'arbustes indigènes comme exotiques. Il est géré par l'office national des forêts (unité territoriale plaine et coteaux, de l'agence départementale des Hautes-Pyrénées) pour le compte de la communauté des communes du canton de Tournay. Une brochure facilitant la visite est disponible à l'office du tourisme de Tournay.
L'accès à cet arboretum est libre, des visites guidées par un botaniste peuvent être organisées sur demande.

### Personnalités liées à la commune
- Raymond de Cardaillac-Sarlabous (né vers 1520), seigneur et homme de guerre mort à Tournay.
- Jacques Lordat (1773-1870), médecin né à Tournay dans une famille de chirurgiens et d’apothicaires, deviendra le doyen de la faculté de médecine de Montpellier.
- Francis Jammes est né à Tournay le 2 décembre 1868 ; il y passa une partie de son enfance avant de partir à Hasparren au Pays basque.
- Henri Vergé-Sarrat (1880-1966), peintre et graveur, a effectué de nombreux séjours à Tournay et y a brossé des scènes estivales.
- Adolphe Pédebidou (1854 - 1925), maire et sénateur. Il est à l'origine de la gare de Tournay et mourut dans un accident de train.
- Marc Baget, joueur de rugby à XV.

### Héraldique
| Tournay | Son blasonnement est : De sinople à la tour d'argent maçonnée de sable et posée en bande. |